# 41e régiment d’infanterie
Das 41e régiment d’infanterie (Kurzbezeichnung: 41e RI) war ein Verband der französischen Infanterie. Es nahm seit seiner Aufstellung an allen Kriegen mit französischer Beteiligung bis zum Zweiten Weltkrieg und dann noch am Algerienkrieg sowie an verschiedenen Friedensmissionen teil. Es existiert heute nicht mehr.
Vor der Einführung der Nummerierung der Regimenter am 1. Januar 1791 führte es in der königlich französischen Armee zuletzt den Namen Régiment de La Reine.

## Aufstellung und signifikante Änderungen
Dieses Regiment, das eine ruhmvolle Karriere machen sollte, hatte einen sehr obskuren Ursprung. Es wäre wahrscheinlich nicht möglich gewesen, die genauen Hintergründe zu verifizieren, wenn Pinardin das in seiner Militärchronologie nicht genauer beschrieben hätte. Die Gazette de France vermeldet erst für 1638 die Übertragung des vakanten Regiments an den Marquis d’Huxelles. Das Regiment war durch den Tod des Sieur de Boyons frei geworden.
Das erste Mal, als das „Régiment de Boyons“ erwähnt wurde, war es in Nancy einquartiert. Diese Stadt hatte ihre Tore im September 1633 für den französischen König Ludwig XIII. geöffnet, und wegen der Wichtigkeit des Besuches waren Abordnungen aller Truppenkörper zum Empfang angetreten. Diese Abkommandierungen verließen dann die Stadt 1634, um zu ihren Regimentern zu stoßen und an den folgenden Feldzügen teilzunehmen. Die letzten zogen im November ab und begaben sich nach Breisach in das Hauptquartier oder zur Armee von Benjamin de Rohan. Als Ersatz wurden dann durch Anordnung vom 3. Oktober einige neue Regimenter zum Schutz der Grenze von Lothringen gebildet – eines dieser neuen Regimenter muss das Régiment de Boyons (oder Bayons) gewesen sein.
Die Herkunft des Mestre de camp de Boyons bleibt im Dunkeln, die Farben der Regimentsfahne – zwei schwarze und zwei grüne Viertel – scheinen jedoch auf ihn zurückzugehen.
- 1634: Aufstellung in Nancy als „Régiment de Boyons“ aus lothringischen Einheiten und mit dem 3. Oktober durch königliche Anordnung in Dienst genommen

Nachdem die Königin Marie-Thérèse 1661 die Inhaberschaft des Regiments übernommen hatte, wurden die weißen Kreuzbalken der Fahne mit goldenen Lilien bestickt und auf jedem der Balken eine Königskrone aufgenäht.
- 15. November 1638: Umbenennung in „Régiment d’Huxelles“
- 1659: Umbenennung in „Régiment Mazarin-Français“
- 1661: Umbenennung in „Régiment de La Reyne“[2]
- 1791: Umbenennung in „41e régiment d’infanterie de ligne“
- 1793: Premier amalgame; das 1. Bataillon wurde zur Bildung der 81e demi-brigade de bataille, das 2. Bataillon zur Bildung der 82e demi-brigade de bataille herangezogen.

…
- 1804: Bei der Wiedererrichtung der Regimenter wurde ein „41e régiment d’infanterie de ligne“ nicht berücksichtigt und in der Listung als vacant eingetragen.
- 1814: Bei der ersten kurzzeitigen ersten Rückkehr des Königs wurde ein „41e régiment d’infanterie de ligne“ aufgestellt.
- 1815: Nach der Auflösung der Napoleonischen Armee wurde die „Légion de l’Aude“ aufgestellt.
- 23. Oktober 1820: Die „Légion de l’Aude“ wurde zum „41e régiment d’infanterie de ligne“.
- 1882: Umbenennung in „41e régiment d’infanterie“
- 1914: Bei der Mobilmachung wurde das „241e régiment d’infanterie“ als Reserveregiment aufgestellt.
- 1923: Auflösung, die Tradition wurde vom 71e RI fortgeführt
- 1929: Wiederaufstellung als „41e régiment d’infanterie de forteresse“[3]
- 1940: Rückzug in die unbesetzte Zone Frankreichs mit Auflösung und Wiederaufstellung in der Armee des Vichy-Regimes
- 1942: Nach dem Einmarsch der deutschen Truppen in die unbesetzte Zone wurde das Regiment aufgelöst.
- 1944: Wiederaufstellung als „41e régiment d’infanterie“ im November im Camp von Coëtquidan mit der Devise: Hardi Bretagne
- 1946: Reduzierung zum „41e bataillon d’infanterie“
- 1949: Aufstockung zum „41e régiment d’infanterie“
- 1953: Auflösung
- 1956: Wiederaufstellung als „41e régiment d’infanterie“
- 1957: Auflösung
- 1963: Wiederaufstellung als „41e bataillon d’infanterie“
- 1964: Aufstockung zum „41e régiment d’infanterie“
- 1999: Auflösung

## Mestres de camp/Colonels
Mestre de camp war von 1569 bis 1661 und von 1730 bis 1780 die Rangbezeichnung für den Regimentsinhaber und/oder für den mit der Führung des Regiments beauftragten Offizier. Die Bezeichnung „Colonel“ wurde von 1721 bis 1730, von 1791 bis 1793 und ab 1803 geführt.
Nach 1791 gab es keine Regimentsinhaber mehr.
Sollte es sich bei dem Mestre de camp/Colonel um eine Person des Hochadels handeln, die an der Führung des Regiments kein Interesse hatte (wie z. B. der König oder die Königin), so wurde das Kommando dem „Mestre de camp lieutenant“ (oder „Mestre de camp en second“) respektive dem „Colonel-lieutenant“ oder „Colonel en second“ überlassen.
- 3. Oktober 1634: Sieur de Boyons
- 15. November 1638: Louis Chalons du Blé, marquis d’Huxelles
- 11. Februar 1659: Charles de Moy, marquis de Riberpré
- 18. Juni 1662: Armand-François Le Bouteillier de Senlis, marquis de Moussy (ab 1661 führte er den Rang eines Colonel en second, da der Regimentsinhaber – also Colonel – von nun an – bis 1791 – die Königin war)
- 30. Januar 1675: Pierre de Perrien, marquis de Crénant (oder Crenan)[4]
- Mai 1688: Michel-François Le Tellier, marquis de Courtanvaux
- März 1691: René de Froulay, comte de Tessé
- 20. März 1693: Louis d’Ornaison, comte de Chamarande
- 19. Januar 1702: M. d’Ornaison, marquis de Buzancois
- 27. Oktober 1706: Louis-Pierre-Maximilien de Sully, duc de Béthune
- 28. April 1711: Daniel-François de Gelas de Boisins de Lautrec, chevalier d’Ambres
- 21. August 1737: René-Marie de Froulay, comte de Tessé
- 19. September 1742: René-Marie de Froulay, marquis de Tessé
- 12. August 1746: Charles, marquis de Gouy d’Arcy
- 10. Februar 1759: Anne-Emmanuel-François-George, marquis de Crussol d’Amboise
- 1. Dezember 1762: Charles-François-Casimir de Saulx, comte de Tavannes
- 11. Juni 1744: Charles-Dominique-Sulpice de Saulx, vicomte de Tavannes
- 25. Juli 1791: Marc de Carbonnie
- 27. Mai 1792: Guillaume de La Grange de Verges

(…)
- 1845: Colonel de Mac Mahon
- 1859–1869: Colonel Raoul de Tryon
- 24. Dezember 1869–29. Oktober 1870: Colonel Saussier

(…)
- 2. August 1914–12. September 1914: Lieutenant-colonel Passaga
- 12. September 1914–3. Oktober 1914: Lieutenant-colonel Delmas (gefallen am 3. Oktober 1914 bei Neuville-Vitasse, Département Pas-de-Calais)
- 3. Oktober 1914–23. November 1914: Commandant Grobert

(…)
- 23. November 1914–2. Mai 1916: Lieutenant-colonel Féderhpil
- 2. Mai 1916–9. Mai 1916: Lieutenant-colonel Clerget (gefallen am 9. Mai 1916 bei Four de Paris, Gemeinde Vienne-le-Château)
- 9. Mai 1916–22. April 1917: Lieutenant-colonel Mézière (gefallen am 22. April 1917 am Mont-Haut, bei Moronvilliers, Marne)
- 22. April 1917–13. September 1917: Lieutenant-colonel Lemoine
- 13. September 1917–? / 1919: Lieutenant-colonel Martinet

(…)
- 1937–22. Juni 1939: Colonel Prignot
- 1940: Lieutenant-colonel Camille Loichot
- 1941: Colonel Piquemal
- 1950: Colonel Dulac

(…)
- 1967–1970: Colonel Henry
- 1970–1972: Colonel Gèze
- 1972–1974: Colonel Raffin
- 1974–1976: Colonel Mougin
- 1976–1978: Colonel de Maupeou d’Ableiges
- 1978–1980: Colonel Ingouf
- 1980–1982: Colonel Vinot-Préfontaine
- 1982–1984: Colonel Combi
- 1984–1986: Colonel Bertrand
- 1986–1988: Colonel Aubert
- 1988–1990: Colonel Mounier
- 1990–1992: Colonel Ménard
- 1992–1994: Colonel Crochard
- 1994–1996: Colonel Jacops
- 1996–1998: Colonel Isnard
- 1998–1999: Lieutenant-colonel Jézéquel

## Ausstattung

### Königliche Fahnen
Das Regiment führte fünf Ordonnanzfahnen und eine Leibfahne.

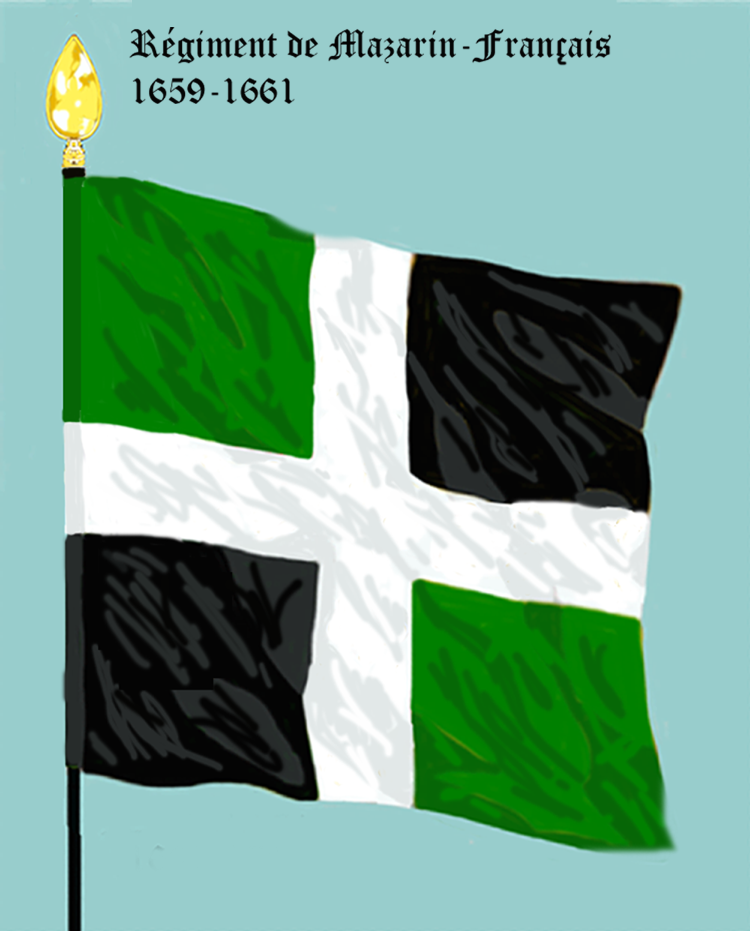
Ordonnanzfahne Régiment de Boyons, d’Huxelles und de Mazarin-Français
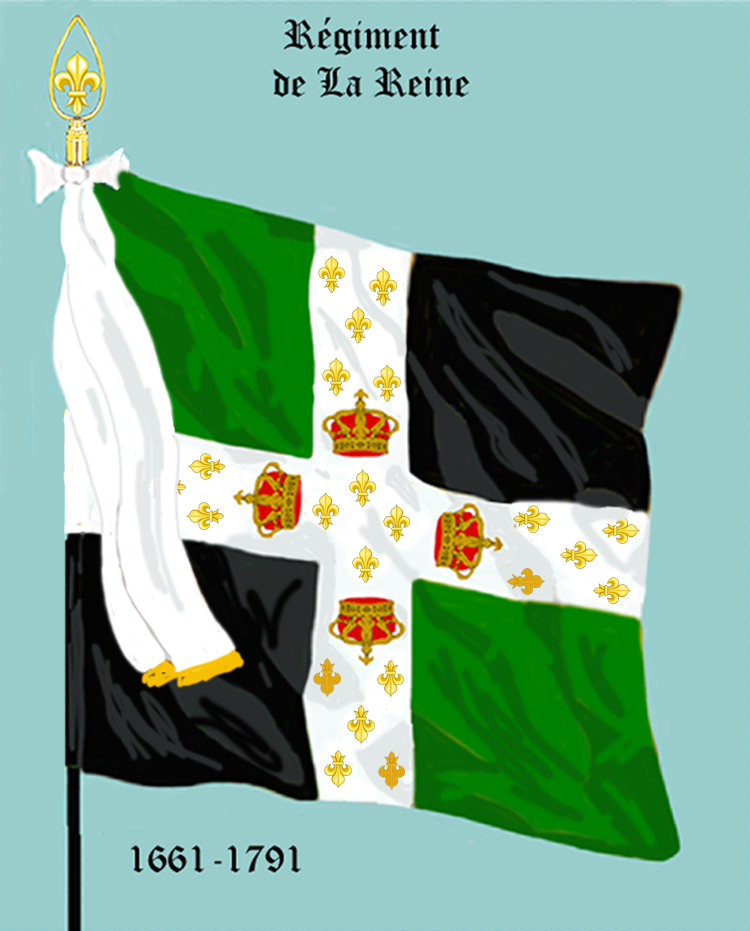
Ordonnanzfahne Régiment de La Reine 1661 bis 1791
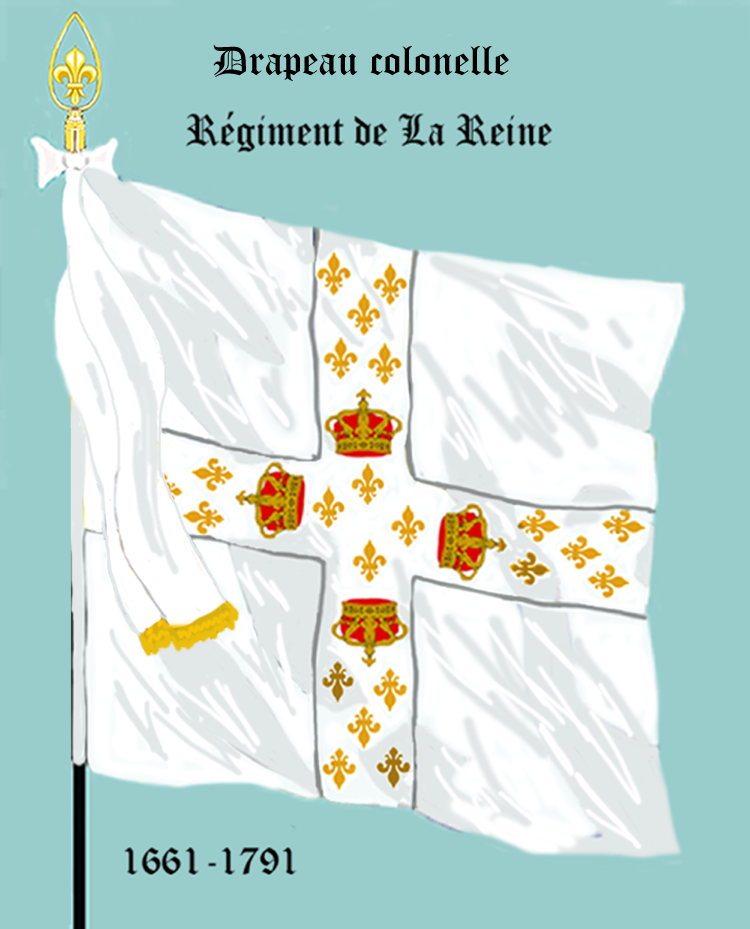
Leibfahne (Drapeau colonel) bis 1791
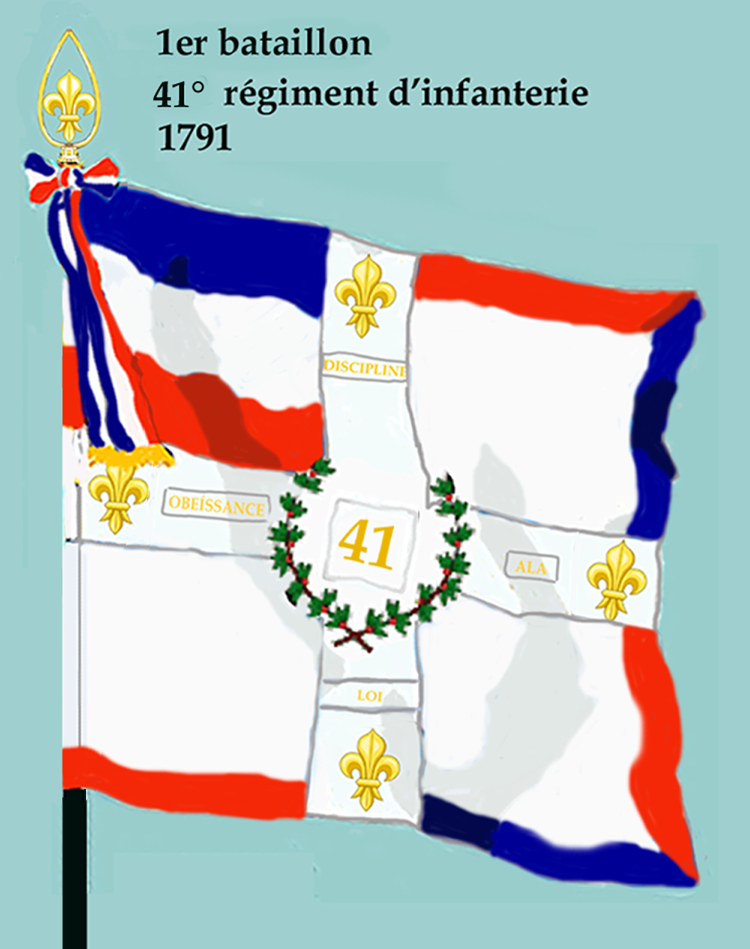
1. Bataillon 1791 bis 1793
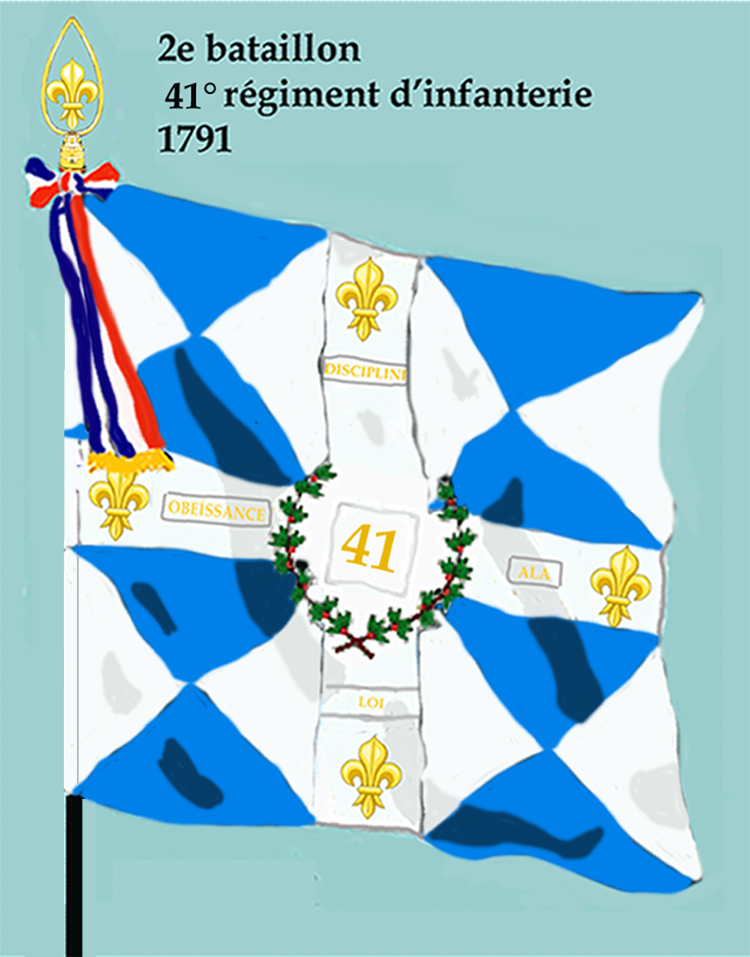
2. Bataillon 1791 bis 1793

### Uniformierung bis 1794

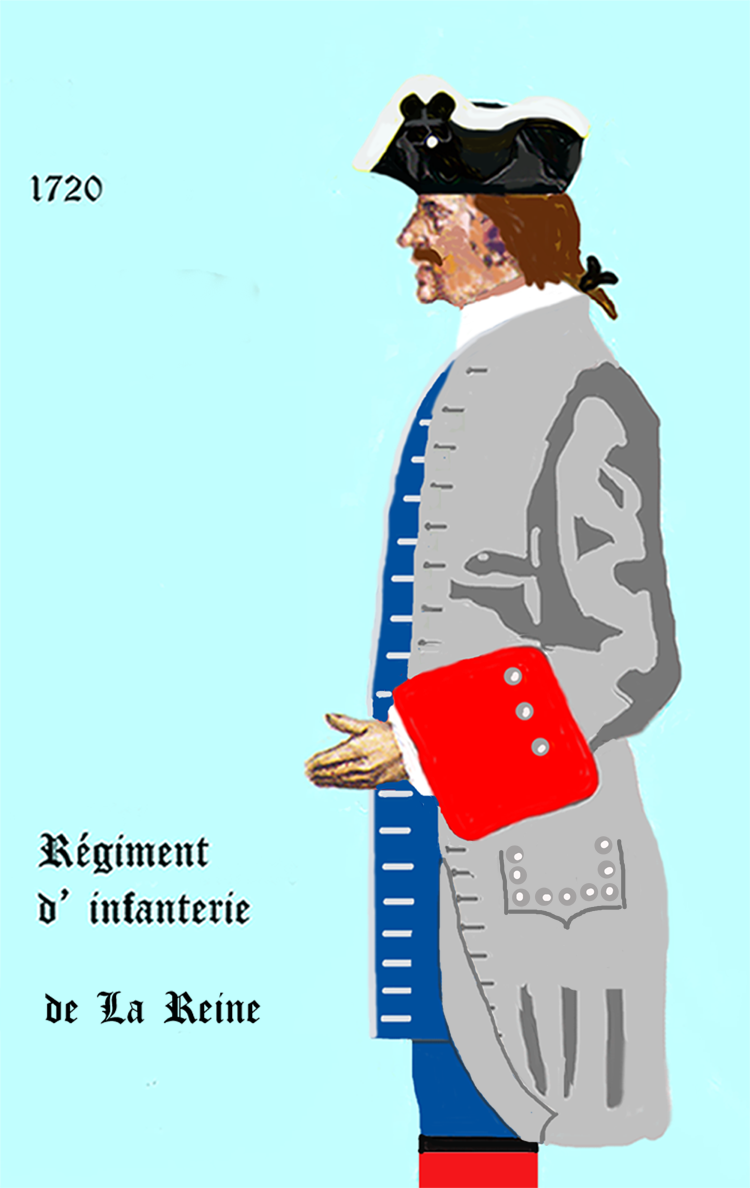
Régiment de La Reine 1720 bis 1734
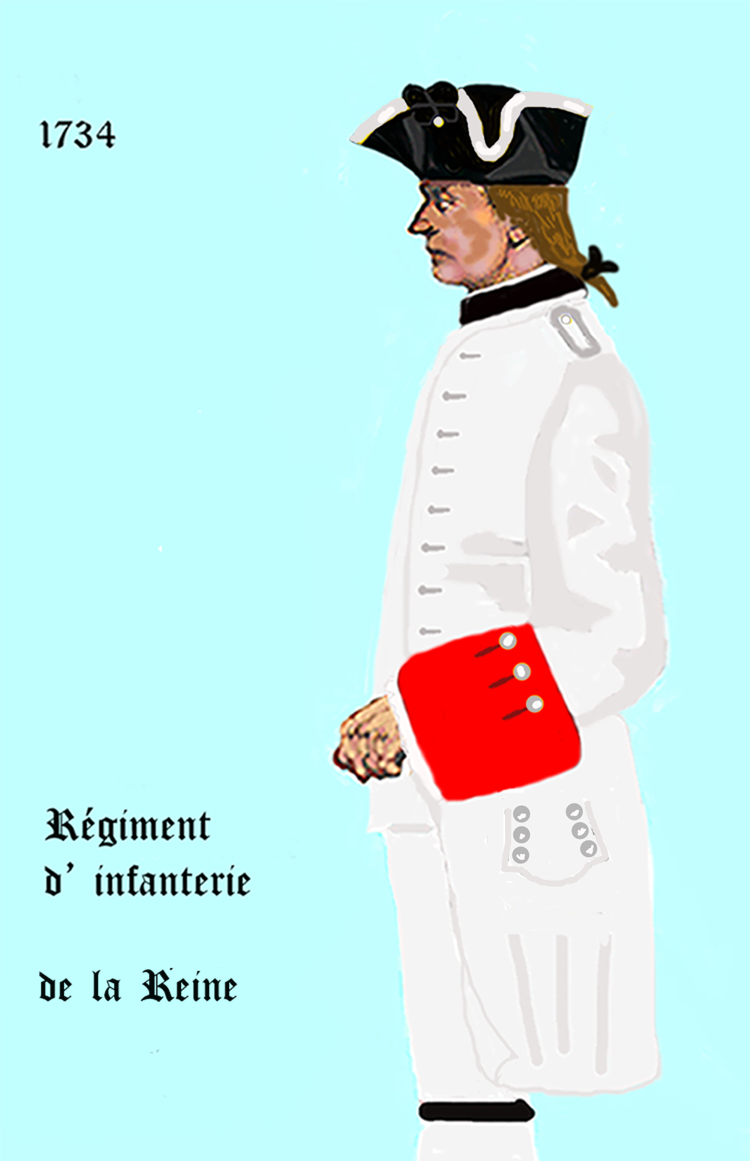
Régiment de La Reine 1734 bis 1757
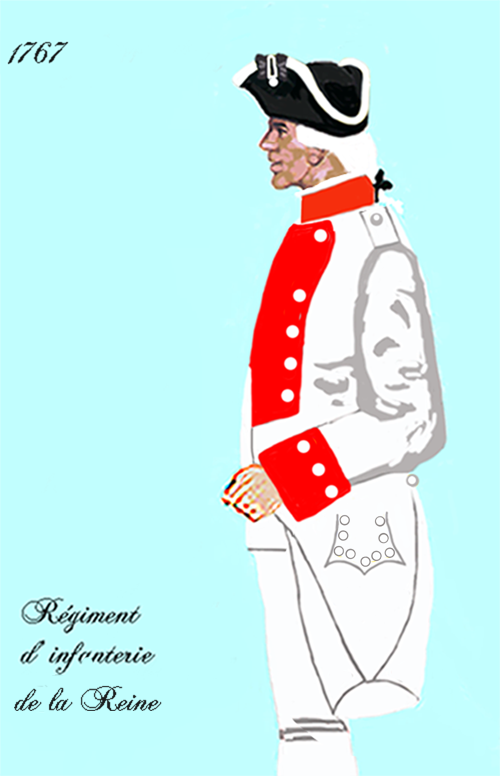
Régiment de La Reine 1762 bis 1776
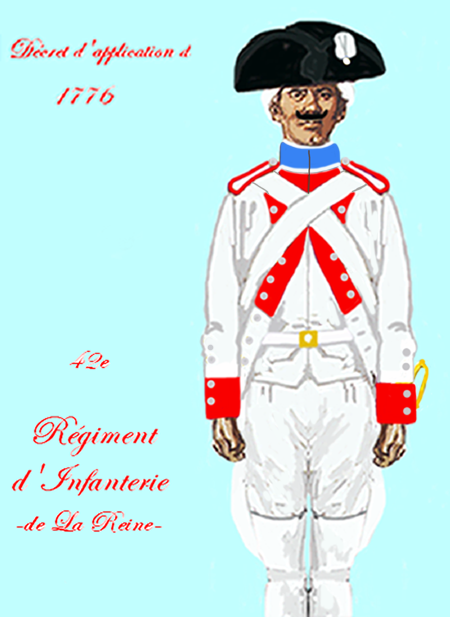
Régiment de La Reine 1776 bis 1779
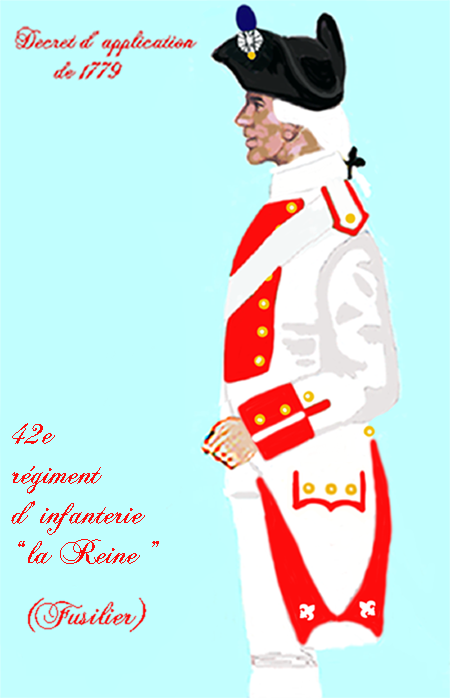
Régiment de La Reine 1779 bis 1791
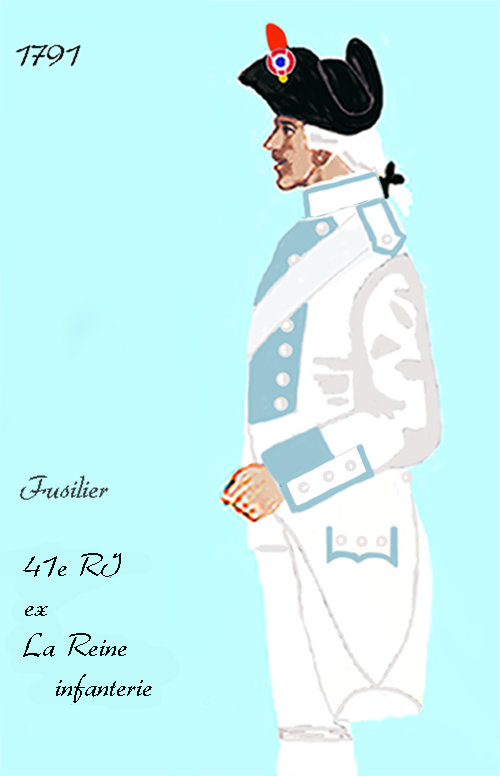
41° régiment d’infanterie de ligne 1791 bis 1793

## Einsatzgeschichte

### Kriege, an denen das Regiment teilgenommen hat

#### Dreißigjähriger Krieg (bis 1648)
Im Jahre 1638 meldete die Gazette de France, dass der kaiserliche Heerführer Johann von Werth im Laufe der Schlacht bei Rheinfelden durch die Truppen des Herzogs von Sachsen-Weimar gefangen genommen worden sei. Er wurde im April nach Paris gebracht und von 400 Musketieren des „Régiment de Boyons“ unter dem Kommando von Colonel-lieutenant Palleville von Nancy nach Vitry-le-François eskortiert.
Im Juli diente das Regiment in der Armee des Vicomte Turenne bei der Belagerung von Remiremont. Hier wurde der Mestre de camp M. de Boyons bei einem Ausfall der Belagerten getötet. Am 15. November ging die Einheit an den Marquis d’Huxelles über.
- 1639: Huxelles diente in Lothringen und konnte sich bei der Einnahme von Mörchingen und dem Schloss Moyen auszeichnen. Hier wurden 200 Mann am 6. September als Garnison zurückgelassen.
- 1640: Das ganze Jahr über befand sich die Einheit in Lothringen.
- 1641: Abmarsch in die Champagne, hier führte es ein Gefecht bei Marfée (in der Nähe von Sedan) und wurde geschlagen.
- 1642: Verlegung in das Roussillon
- 1643: Mithilfe beim Entsatz des von den Spaniern belagerten Mirabel, Flix (Katalonien) und Sant Pere de Rodes auf Cap de Creus. Die Winterquartiere wurden in Lérida bezogen.
- 1644: Verteidigung des belagerten Lérida. Nachdem der Maréchal Philippe de La Mothe-Houdancourt die spanischen Linien angegriffen hatte, um die Belagerung aufzubrechen, machte das Regiment einen Ausfall, in dem so heftig gekämpft wurde, dass sich am Abend nur noch 18 Offiziere und 422 Soldaten unter der Fahne sammeln konnten. Nach dem Abzug aus Lérida nahm das Regiment im Juni das Dorf und das Schloss von Castillon ein. Das Dorf ergab sich sofort, und das Schloss, das von 200 Mann des spanischen Regiments „Don Esteban de Macarenhas“ verteidigt wurde, folgte fünf Stunden später, da es keinerlei Lebensmittelvorräte gab. Während der Belagerung von Tarragona war „d’Huxelles“ als Beobachtungskorps nach Balaguer abkommandiert, um Truppenbewegungen des Feindes im Auge zu behalten.
- 1645: Am 7. April begann das Regiment mit den Arbeiten an den Belagerungsgräben vor Roses. Am 5. Mai führte es einen Angriff auf dem Glacis durch, am 10. Mai konnte es sich auf der Contrescarpe festsetzen. Am 14. Mai musste ein Ausfall der Besatzung abgewehrt werden, und am 27. Mai stand es an der Spitze des Generalangriffs, der zur Kapitulation der Festung führte. Dieser Angriff brachte schwere Verluste, der Marquis d’Huxelles wurde von einer Musketenkugel getroffen, der Colonel-lieutenant Béthancourt wurde tödlich verwundet, der Capitaine de Bièvre und die Lieutenants Neubourg und Joly waren gefallen, neun Capitaines und vier Lieutenants wurden verwundet.
- 1646: Im Mai wurde das Regiment zur Truppe des Thomas de Savoie abkommandiert, in Vay auf Schiffe verladen und in der Nähe von Genua an Land gesetzt. Es war ab dem 14. Mai an den Schanzarbeiten zur Belagerung von Orbetello beteiligt und war Teil der Truppe, die ein Neapolitanisches Korps zurückschlug, das zur Verstärkung der Festungsbesatzung den Belagerungsring durchbrechen wollte. Die Belagerung wurde aufgegeben und „d’Huxelles“ in das Piemont verlegt, um bei den Belagerungen von Piombino und Portolongone eingesetzt zu werden. Bei letzterer verlor es den Lieutenant de Suazance, zwei weitere Offiziere wurden verwundet.
- 1647: Im Juni kam das Regiment bei Ponte di Stura zur Italienarmee und kämpfte am 28. September im Gefecht bei Cividale bei Bozzolo. Der Capitaine La Pinsonnière, an diesem Tag Kommandant des Regiments, wurde schwer verwundet.
- 1648: Einsatz in den Gefechten bei Casalmaggiore und Cremona, wo sechs Offiziere verwundet wurden. Am Ende des Jahres bezog das Regiment Winterquartiere in der Dauphiné.

### Krieg der Fronde (1648 bis 1653) und Französisch-Spanischer Krieg (1635 bis 1659)
- 1649: Im Juni kam das Regiment in die Markgrafschaft Montferrat, um einige Zeit später wegen der Probleme der Fronde nach Frankreich gerufen zu werden und auch um die französische Nordgrenze gegen die Spanier zu verteidigen. Die Einheit stieß zur Armee von Henri de Lorraine, comte d’Harcourt, und nahm an der Belagerung von Cambrai und Condé teil.
- 1650: Im Februar fand sich „d’Huxelles“ in Dijon ein und wurde zur Befriedung der Bourgogne eingesetzt. Bei der Nachricht von der Festnahme des Louis II. de Bourbon, prince de Condé, wurde das Regiment verstärkt. Es kämpfte bei der Belagerung von Bellegarde und wurde nach der Einnahme wieder in das Piémont verlegt.
- 1651: Im Januar erfolgte der Rückruf in die Bourgogne.
- 1652: Zu Beginn des Jahres wurde Stellung an der Pont de Gergeau bezogen. Danach kämpfte „d’Huxelles“ unter Turenne in der Schlacht bei Étampes und im Faubourg Saint-Antoine. An diesem bemerkenswerten Tag stand die Einheit im Brigadeverband mit dem Régiment de Carignan am linken Flügel an der Juine. Nach dem Ende der Aktion kehrte das Regiment in die Bourgogne zurück und wurde im Mai 1653 bei der Belagerung von Bellegarde[7] eingesetzt. Hier war eine neue Revolte ausgebrochen, die diesmal vom Comte de Bouteville, der sich als Maréchal de Luxembourg einen Namen machen sollte, niedergeschlagen wurde. Der Ort kapitulierte am 6. Juni, und die Einheit wurde zum Abbruch der Festungsanlagen eingesetzt. Danach kehrte sie zur Armee in der Champagne zurück und stand bei der Belagerung von Rethel, Mouzon und Sainte-Menehould. Bei letzterer begann es vor der Porte des Bois mit den Belagerungsarbeiten und konnte, zusammen mit den Gardes françaises, am 23. November eine Demi-lune einnehmen.
- 1654: Im Februar stieß das Regiment zur Armee von Maréchal Henri de La Ferté-Senneterre, der Belfort belagerte. Dabei verlor „d’Huxelles“ einige Offiziere an Gefallenen. Danach erfolgte die Verlegung in die Picardie, wo die Spanier vor Arras geschlagen wurden. Am 25. Oktober begann die Belagerung von Clermont-en-Argonne. Nach dem Angriff auf das Fort de l’Eglise wurde der Ort besetzt.
- 1655: Belagerung von Landrecies und dann am 17. August von Condé, das bereits am nächsten Morgen kapitulierte. Im gleichen Jahr wurde es noch bei der Einnahme von Saint-Ghislain eingesetzt.
- 1656: Teilnahme an der fehlgeschlagenen Belagerung von Valenciennes
- 1657: Belagerung von Montmédy, ein Ausfall der Besatzung konnte abgeschlagen werden.
- 1658: Belagerung von Gravelines. Hierbei wurde der Mestre de camp, der Marquis d’Huxelles, so schwer verwundet, dass er fünf Tage später daran verstarb. Da sich das Regiment in gutem Zustand befand, wurde es vom Kardinal Mazarin mit dem 11. Februar übernommen und das Kommando an den Mestre de camp en second de Ribepré übergeben. Es führte jetzt den Namen „Régiment de Mazarin-Français“.

### Friedenszeit 1661 bis 1667
- 1661: Nach dem Tod des Kardinals ging die Inhaberschaft an die Königin über. Im gleichen Jahr wurde das 1650 aufgestellte „Régiment de Limousin“[8] eingegliedert.
- 1662: Das Kommando des „Régiment de La Reine“ ging an den Mestre de camp en second Marquis de Moussy über.
- 1666: Das Regiment lag im Camp de Mouchy.

### Devolutionskrieg (1667 bis 1668)
- 1667: Zu Beginn des Krieges mit Spanien wurde die Einheit den Truppen des Maréchal Armand Nompar de Caumont zugeteilt und war am 6. Juni an der Einnahme von Bergues und am 12. Juni an der von Veurne beteiligt. 12 Kompanien unter dem Kommando von Colonel-lieutenant Delbots wurden in Veurne zurückgelassen, der Rest des Regiments wurde 1668 zur Unterwerfung der Franche-Comté abkommandiert.

### Holländischer Krieg (1672 bis 1679)
- 1672: Im Feldzug dieses Jahres stand „La Reine“ unter dem Kommando von Maréchal Philippe I. de Bourbon, duc d’Orléans. Es konnte sich bei der Belagerung von Zutphen auszeichnen, das am 24. Juni mit allen militärischen Ehren kapitulierte. Danach war das Regiment an der Einnahme von Deventer, Utrecht und der Insel Bommel beteiligt und bezog dann Garnison in Utrecht. Am 26. November verließen 900 Mann der Garnison von Oudewater ihre Befestigungen, um Verpflegung zu beschaffen. Das Regiment stellte sich ihnen entgegen und konnte 400 Gefangene machen. Ende Dezember folgte der Abstecher unter François-Henri de Montmorency-Luxembourg nach der holländischen Provinz Südholland, mit der Beteiligung an der Zerstörung von Bodegraven und Swammerdam.

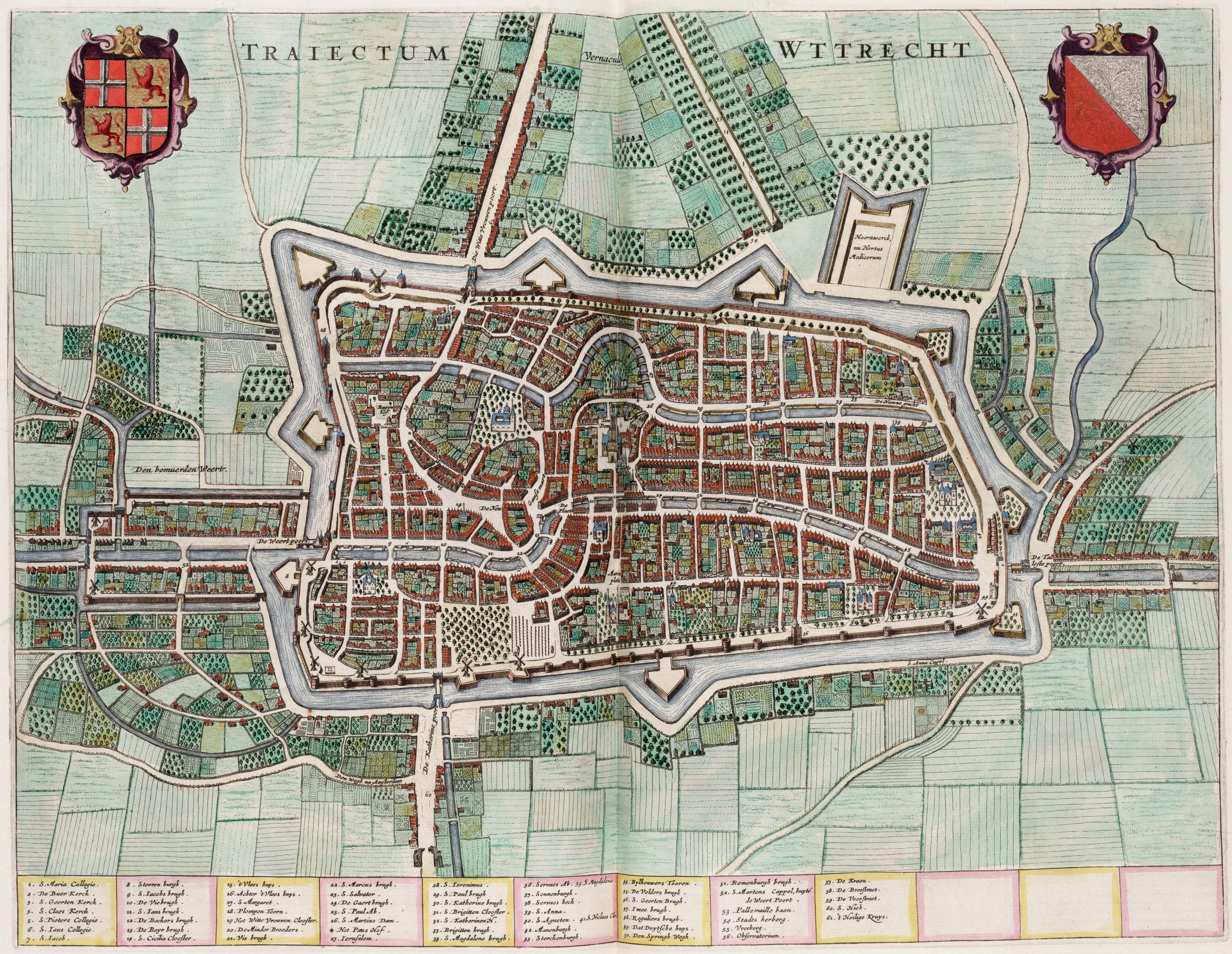
Utrecht

- 1673: Ende Mai wurden einige Kompanien zur Bewachung von Fort de Warth abgestellt. Einige Tage später wurde Utrecht evakuiert und Quartier in Muiderberg bezogen.
- 1674: „La Reine“ gehörte zur Armee von Louis II. de Bourbon, prince de Condé, und kämpfte in der blutigen Schlacht bei Seneffe im Brigadeverband mit dem Régiment de Navarre. Das Regiment überquerte den Piétonbach und griff das Dorf und die Kirche von Seneffe an, wo die spanische Infanterie und die Garde des Prinzen von Oranien aufgerieben wurden. Bei der Verfolgung der Flüchtenden wurde mit den zurückgehenden feindlichen Truppen im Dorf Fay ein weiterer Kampf ausgetragen. Nach diesem Tag half es, die Belagerung von Oudenaarde aufzuheben.
- 1675: Mit der Armee von Henri de La Tour d’Auvergne, vicomte de Turenne, spielte das Regiment eine wichtige Rolle in der Schlacht bei Türkheim. „La Reine“ war eines der vier Regimenter, die am äußersten linken Flügel den Fechbach überquerten, in die Flanke der Kaiserlichen kamen und so mit zu deren Rückzug beitrugen. Der Regimentskommandant, der Mestre de camp en second Marquis de Moussy, wurde hier tödlich verwundet. Neuer Kommandant wurde der Marquis de Crenan. Nach dem Tod von Turenne war es noch am Gefecht bei Altenheim beteiligt und wurde dann zur Armee an der Maas verlegt. Mit Montmorency-Luxembourg Teilnahme an der Einnahme von Dinant, Huy und Limbourg, der Feldzug des Jahres wurde mit der Belagerung von Zabern und Hagenau beendet.
- 1676: Mit der Armee des Königs bei der Belagerung von Condé und bei der Deckung der Belagerung von Bouchain
- 1677: Bei der Belagerung von Valenciennes und dann von Cambrai. Am 1. April verlegte das Regiment in die Nähe von Saint-Omer. Im Brigadeverband mit dem Régiment de Navarre kämpfte die Einheit in der Schlacht bei Cassel und stand hier am rechten Flügel in der ersten Linie. Das Regiment verlor den Capitaine Sébastier und zwei weitere Offiziere an Gefallenen, der Colonel-lieutenant des Farges und weitere 13 Offiziere wurden verwundet. Es folgte die Rückkehr nach Saint-Omer und der Einsatz bei den Belagerungsarbeiten.
- 1678: Belagerung von Gent und Ypern. Bei letzterer wurde der Capitaine Villeneuve in seiner Funktion als Ingenieur am 26. März tödlich verwundet. In der Schlacht bei Saint-Denis kämpfte es neben dem Régiment du Roi. Ein Offizier war gefallen, und acht weitere wurden verwundet.
- 1679: Feldzug in Deutschland ohne größere Aktionen

### Reunionskrieg 1683 bis 1684
- 1684: Es befand sich im Mai bei der Belagerung von Luxemburg. In dieser blutigen Aktion war es mehrfach mit dem Régiment de La Marine in den Gräben eingesetzt. „La Reine“ konnte sich am 12. Mai bei der Wegnahme der Kirche in der Vorstadt Grump auszeichnen.

### Pfälzischer Erbfolgekrieg (1688 bis 1697)

Belagerung von Philippsburg 1688

- 1688: Mit der Armee am Rhein. Teilnahme an der Belagerung von Philippsburg, der Einnahme von Mannheim, Frankenthal und der Festung Mainz. Winterquartiere wurden in Heidelberg bezogen.
- 1689: Am 31. Januar wurde ein hessisches Regiment mit 600 Mann, das sich den Wällen der Stadt genähert hatte, in die Flucht geschlagen. Im Feldzug des Jahres gehörte es zur Armee von Maréchal Louis-François de Boufflers.
- 1690: Mit der Armee von Guy Aldonce de Durfort, duc de Lorges im Rheinland
- 1691: Verlegung nach Flandern, Belagerung von Mons und Gefecht bei Lieuze. Die Winterquartiere wurden in Roosebeke bezogen.
- 1692: Belagerung von Namur, eine Grenadierkompanie konnte sich durch die Einnahme des gedeckten Weges auszeichnen. Am 24. Juni fing der Lieutenant de Massiac mit 20 Grenadieren 40 Reiter ab, die aus Oudenaarde entkommen wollten. Sie wurden alle getötet oder gefangen genommen. Ein Bataillon war zur Armee des Königs abkommandiert und nahm neben dem Régiment de Navarre an der Schlacht bei Steenkerke teil. Der Feldzug des Jahres wurde mit der Beschießung von Charleroi beendet.
- 1693: Das Regimentskommando ging an den Comte de Chammarade über, er war Sohn eines Mannes, der königlicher Kammerdiener und zuvor Sonnenschirmhalter von Kardinal Mazarin gewesen war. „La Reine“ stand dann an der Mosel, in Flandern, in Deutschland und in den Niederlanden.
- 1694: Erst an der Küste der Normandie, nahm das Regiment dann am Feldzug am Rhein teil.
- 1696: Feldzug in Flandern. Nachdem der Maréchal François de Neufville, duc de Villeroy, erfahren hatte, dass der Prinz von Oranien Verstärkungen an den Kurfürsten von Bayern an der Maas gesandt hatte, setzte er seine Armee in Bewegung. Das „Régiment de La Reine“ blieb, wie einige andere, jedoch untätig an der Schelde. Im gleichen Jahr hatte das Regiment eine Abteilung an den Küsten der unteren Bretagne und auf den Inseln. Den Winter verbrachte das wieder zusammengeführte Regiment in Straßburg.
- 1697: Feldzug am Rhein. Ein Grenadierdétachement unter dem Kommando von Lieutenant de Marcias konnte sich am 12. Juli bei Steinbach in Baden in einem Gefecht mit gegnerischer Kavallerie auszeichnen.
- 1698: Das Regiment lag im Camp de Compiègne im Quartier.

### Spanischer Erbfolgekrieg (1701 bis 1714)
- 1701: Bei Kriegsbeginn waren drei Bataillone des Regiments der Armee von Maréchal de Boufflers abkommandiert und zur Verteidigung von Luxemburg eingeteilt.[9] In Flandern wurden einige Orte im Namen von König Philipp V. besetzt.
- 1702: Am 8. Juni machte sich das Regiment auf den Weg nach Deutschland. Es verließ Straßburg mit der Armee des Maréchal de Villars und marschierte nach Hüningen. Am 14. Oktober kämpfte die Brigade in der Schlacht bei Friedlingen an der Spitze der Brigaden Champagne und Bourbonnais.
- 1703: Nachdem „La Reine“ den Winter in Bitche und Homburg verbracht hatte, wurde es im Februar zur Belagerung von Kehl abgestellt. Hier wurde am 4. März gegen heftige Abwehr ein Angriff auf den gedeckten Weg eines Vorwerks durchgeführt, wobei der Capitaine Lescarmoussier und der Lieutenant Chevalier gefallen sind. Danach war es am Angriff auf die Bühl-Stollhofener Linie beteiligt und marschierte mit Villars nach Bayern, wo Einsätze im Gefecht bei Hornberg und Munderkingen folgten. Erste Schlacht bei Höchstädt, Einnahme von Kempten, Augsburg und Ulm.
- 1704: Unter dem Maréchal Marsin Teilnahme an der Zweiten Schlacht bei Höchstädt. Danach Rückzug zum Rhein und Quartier in Straßburg. Die Kompanie des Capitaine Lemé verteidigte im Juni sieben Tage lang das befestigte Cuébris, bis sie von einer Abteilung des Comte de Grignan entsetzt wurde.
- 1705: Das Regiment diente unter dem Maréchal de Villars an der Mosel und wurde am 17. August nach Italien kommandiert.
- 1706: Einsatz bei der Belagerung von Turin. Die Grenadiere wiesen am 22. Juni einen Ausfall der Besatzung zurück, dabei wurde der Colonel-lieutenant Marquis de Buzancois durch einen Schuss in den Kopf getötet. Nach dem katastrophalen Ausgang der Belagerung kehrte „La Reine“ nach Frankreich zurück, die verbliebenen 779 Mann wurden de Villars im Elsass zugewiesen.
- 1707: Das Regiment nahm an allen wichtigen Aktionen teil, so an der Einnahme der Bühl-Stollhofener Linie, von Ettlingen, Pforzheim, Winhing[10] und Schorndorf.
- 1708: Bei der Armee in Flandern und Einsatz in der Schlacht bei Oudenaarde. Während der Belagerung von Lille blieb das Regiment mit seinem Kommandanten, dem Marquis de Hautefort, im Lager von Meldert.
- 1709: Unter dem Kommando des Comte de Albergotti kämpfte die Einheit mit Auszeichnung in der Schlacht bei Malplaquet, der Colonel-lieutenant de Béthune wurde hier verwundet. Während der folgenden drei Feldzüge blieb „La Reine“ in Flandern. Nach der Schlacht bei Denain wurde die Brigade, zu der das Regiment gehörte, zusammen mit fünf weiteren unter dem Maréchal de Montesquiou bei der Einnahme von Marchiennes eingesetzt. Weiterhin konnte sich das Regiment bei der Einnahme des Fort de Scarpe vor Douai und bei der Einnahme von Quesnoy auszeichnen.
- 1713: Bei der Armee am Rhein. Belagerung von Landau und von Freiburg.
- 1714: „La Reine“ wurde nach Spanien verlegt, um gegen die aufständischen Katalanen vorzugehen. Einsatz bei der Belagerung von Barcelona. Beim Angriff am 11. September stand das Regiment an der Spitze von einer der vier Kolonnen, die in die Stadt eindrangen. Bald danach erfolgte die Rückkehr nach Frankreich.
- 1715: Am 1. Februar wurde das aufgelöste „Régiment d’Éppeville“ eingegliedert.

### Krieg der Quadrupelallianz (1717 bis 1720)
- 1719: Das „Régiment de La Reine“ kämpfte in der Armée des Pyrénées, es zeichnete sich bei der Einnahme von Castelléon aus.

### Polnischer Thronfolgekrieg (1733 bis 1738)
- 1733: Bei der Armée d’Italie mit der Einnahme von Gera d’Adda und Pizzighettone sowie der Besetzung von Cremona
- 1734: Einnahme von Tortona, Novara und Serravalle a Po. Kämpfe bei Colorno an der Secchia, Einsatz in der Schlacht bei Parma und in der Schlacht bei Guastalla.

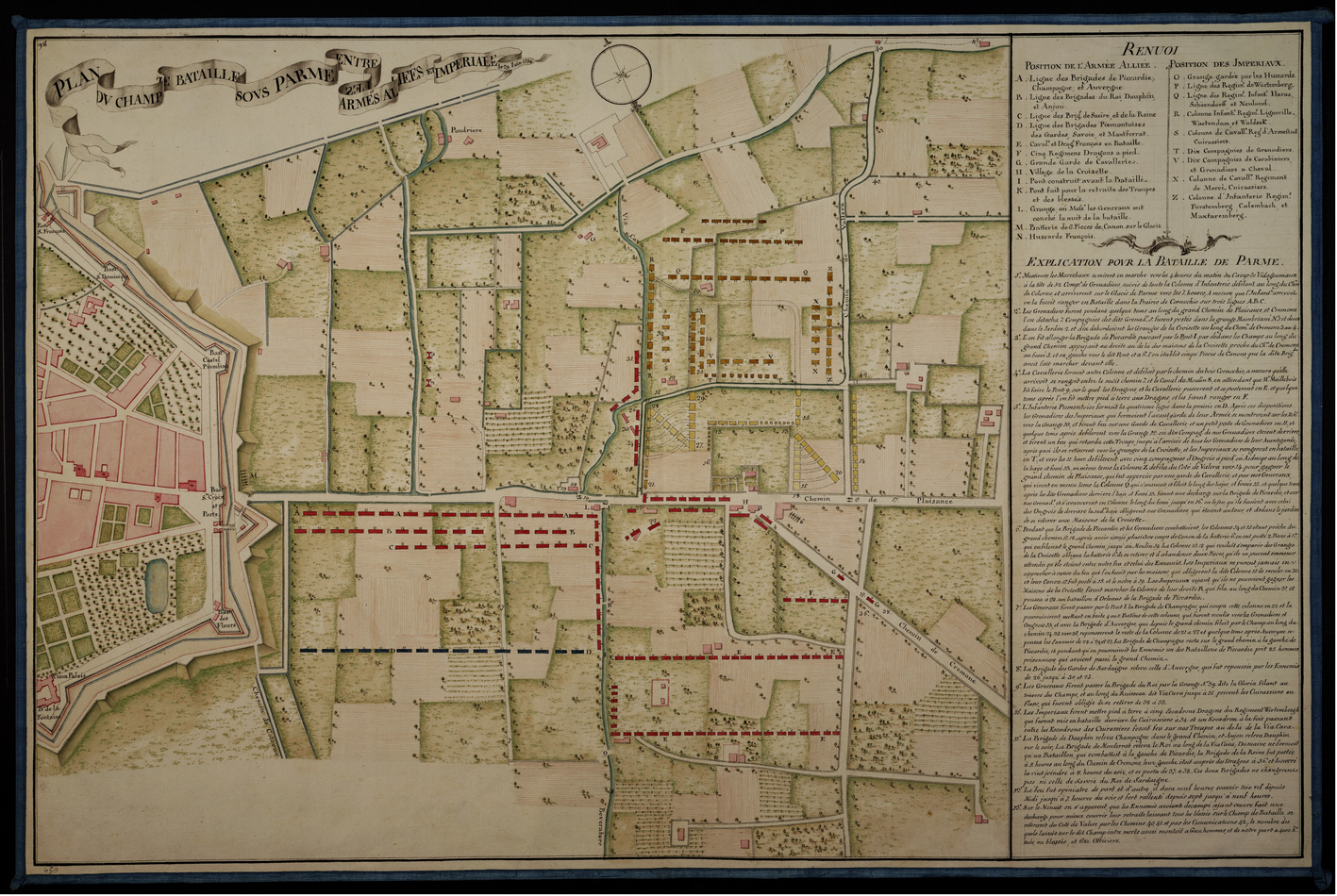
Schlacht bei Parma. „La Reine“ bildete mit dem „Régiment de Souvré“ mit je fünf Bataillonen die Linie „C“ rechts vor der Spitze der Festungswerke.

- 1735: Bei der Eroberung von Revere (Lombardei), Reggio nell’Emilia und Gonzaga. Am 25. Oktober wurde unter dem Kommando von Colonel-lieutenant d’Ailly eine österreichische Abteilung im Pantena-Tal in die Flucht geschlagen.
- 1736: Im Sommer kehrte das Regiment nach Frankreich zurück.

### Österreichischer Erbfolgekrieg (1742 bis 1748)
- 1741: Am 12. September verließ die Einheit unter dem Comte de Gassion im Brigadeverband mit dem Régiment de Piémont Lauterbourg und kam am 16. Oktober in Amberg an. Am 1. November wurde Pilsen erreicht und am 26. November Prag besetzt. Danach wurde „La Reine“ in Protivín und im Lager von Písek untergebracht. Am 18. Dezember[11] unternahmen die Österreicher einen plötzlichen Angriff auf den Vorort vor dem Budweiser Tor. Sie drangen durch die geöffneten Barrieren in die Vorstadt ein, wo sie von den Regimentern „La Reine“ und La Marine mit mörderischem Abwehrfeuer aus den Häusern empfangen wurden. Die meisten der Angreifer wurden getötet, der Rest geriet in vollständige Unordnung und zog sich im Schutz der Nacht zurück. Am nächsten Morgen wurde unter anderem eine Grenadierkompanie des Regiments zur Aufklärung der österreichischen Rückzugsbewegung eingesetzt. Sie wurde überrascht und aufgerieben, der Kommandant der Kompanie, der Capitaine Delmas, wurde dabei getötet.
- 1742: Im Januar kam das Regiment nach Volyně, ein wichtiger Posten für die Kommunikation zwischen Strakonice und dem Schloss von Winterberg. Einzelne Détachements des Regiments wurden für die tägliche Eskorte von Nachschubkonvois eingesetzt. Am 25. Mai stand „La Reine“ im Gefecht bei Sahay (tschechisch: Zahájí) und zog sich dann in die Gegend von Prag zurück. Zu diesem Zeitpunkt war die Einheit durch Kampfhandlungen, Krankheiten und sonstige Geschehnisse auf einen Bestand von 333 Mann geschrumpft. Es erhielt dann ein paar Milizionäre zugeteilt, die es in die Lage versetzten, an der Verteidigung der Stadt teilzunehmen. Die Brigade, zu der noch das Régiment de Tournaisis und das Régiment de Foix gehörten, nahm an dem großen Ausfall vom 22. August teil, der mit schweren Verlusten endete. Der Colonel de Tessé und der Colonel-lieutenant Duval waren gefallen. Das Regiment verließ Prag am 16. Dezember, dabei eine große Anzahl der Offiziere und Mannschaften in den Hospitälern der Gnade der Österreicher überlassend.
- 1743: Im Februar traf die Einheit wieder in Frankreich ein und bezog Garnisonen im Elsass, wo die Vorräte und das Personal wieder aufgestockt wurden. Obwohl inzwischen auch eine Anzahl von Genesenen zurückgekehrt waren, betrug der Personalbestand im Juli lediglich 60 Offiziere und 380 Mannschaften.
- 1744: Das Regiment wurde in die Alpen verlegt, wo es an der Besetzung der Grafschaft Nizza mitwirkte. Weiterhin wurde es beim Angriff auf die Verschanzungen von Montauban und von Villefranche, bei der Einnahme von Château-Dauphin und von Démont, der Belagerung von Conti und in der Schlacht bei Madonna degl’Ulmi eingesetzt.

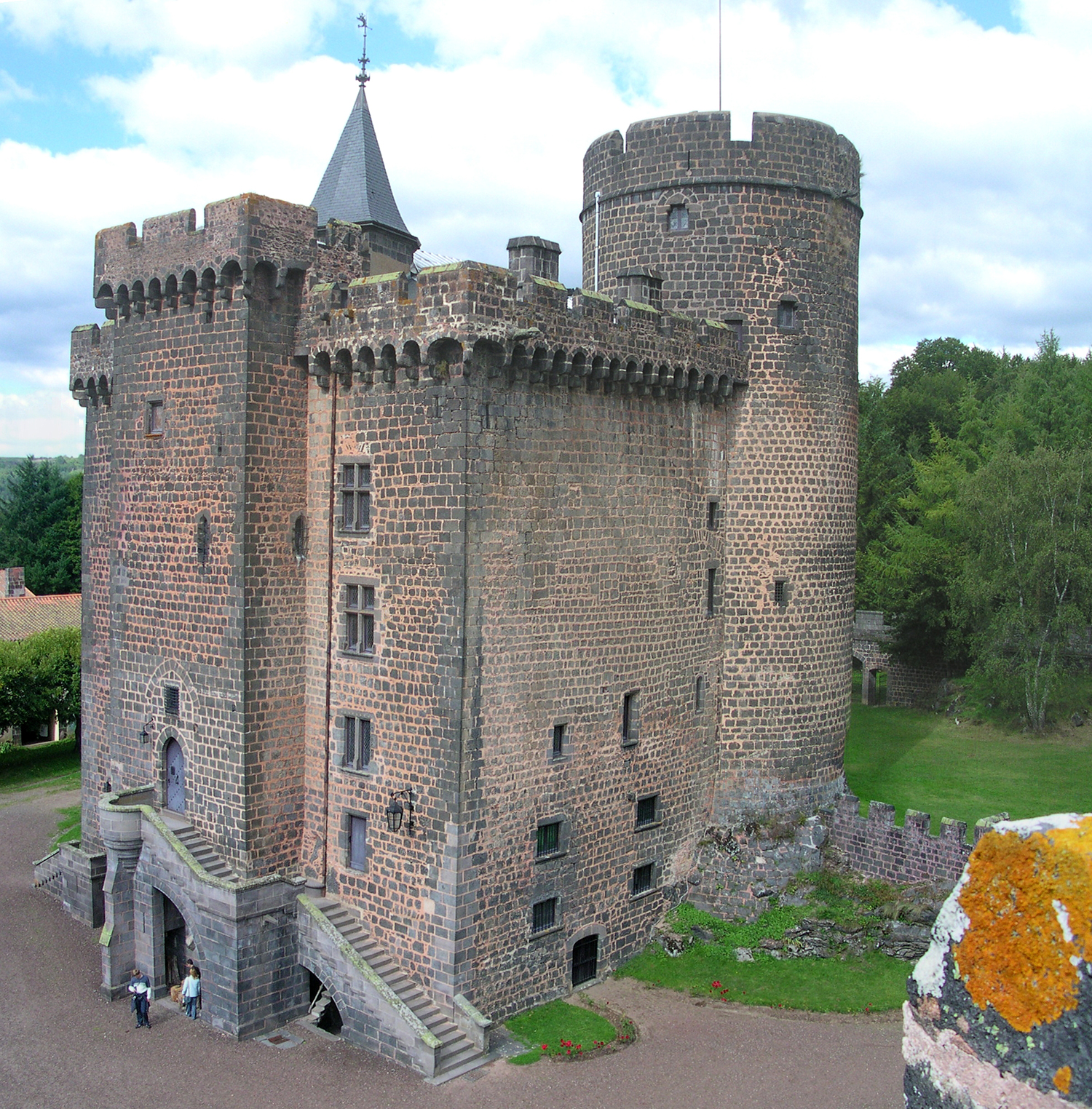
Château-Dauphin

- 1745: In diesem Jahr wurden erneut die Alpen überquert. Das Regiment marschierte durch das Tal von Spino und war an der Unterwerfung von Acqui, Serravalle a Po, Tortona, Piacenza, Parma und Pavia beteiligt. Es stand im Gefecht bei Rivarone und kämpfte bei den Belagerungen von Alessandria, Valenza, Asit und Casal Cermelli.
- 1746: Die Feldzüge des Jahres brachten wiederum eine starke Aktivität für das Regiment, so der Entsatz von Valenza, im Mai die Belagerung von Acqui, dann am 16. Juni das Gefecht bei Piacenza, in dem der Colonel-lieutenant de Tessé so schwer verwundet wurde, dass er aus dem Dienst ausscheiden musste. Danach verblieb die Einheit in Lodi, bis sie sich am 8. August auf den Weg nach Frankreich machte. Am 10. August kämpfte das Regiment im blutigen Gefecht an den Ufern des Tidone, bei dem die Absetzbewegungen des Feindes unterbunden wurden.

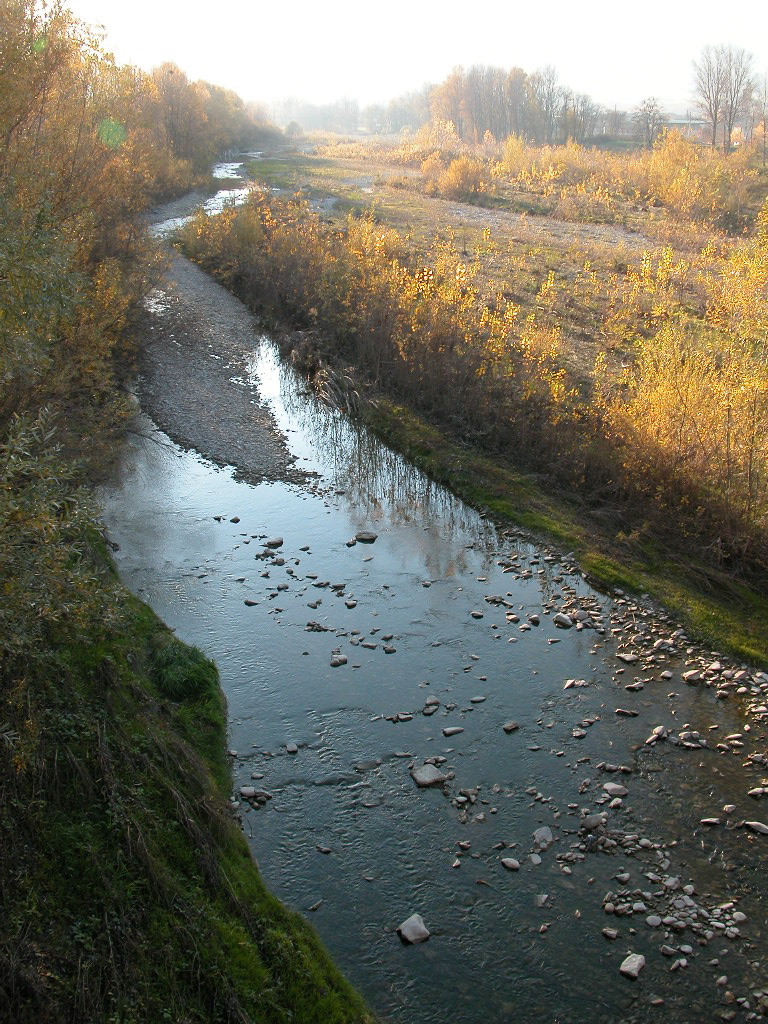
Tidone in der Provinz Piacenza

Es folgten Kämpfe zur Verteidigung der Provence.
- 1747: Die ersten Monate des Jahres lag das Regiment im Feldlager von Tournoux, das es im Juli verließ, um die Befestigungen auf dem Col de l’Assiette anzugreifen. Nach der Niederlage verlegte das Regiment zunächst in das Feldlager von Barcelonnette und im August in das von Castellane. Am 31. des Monats kehrte es zur Armee zurück und nahm am Feldzug in der Grafschaft Nizza teil. Bis zum Ende des Krieges blieb die Einheit im Département Var, wurde dann auf zwei Bataillone reduziert und bezog Garnison in Montpellier.

### Siebenjähriger Krieg in Canada (nur 2. Bataillon)
- 1755: Am 3. Mai wurde das 2. Bataillon unter dem Kommando von Capitaine de Roquemaure (später Colonel-lieutenant) in Rochefort nach Canada eingeschifft. Es gehörte zu den Truppen unter dem Oberbefehl von Ludwig August von Dieskau. Es diente in dieser Kolonie unter Befehl des Marquis de Montcalm bis zu den Katastrophen, die dazu führten, dass die Ufer des St. Lawrence für immer aufgegeben werden mussten. Dieses Bataillon, das älteste der kleinen Armee von de Montcalm, war an allen Aktivitäten der folgenden sechs Jahre beteiligt.

Entsatz von Fort Frédéric
- 1756: Bei der Belagerung von Fort Chouaguen Oswego. Der Winter wurde mit der Vorbereitung des Angriffes auf Fort George verbracht.
- 1757: Angriff auf Fort George
- 1758: Das Bataillon verteidigte vehement die Verschanzungen von Fort Carillon und zwang dadurch den Feind zum Rückzug. Der Lieutenant Daudin und sieben Soldaten sind dabei gefallen, vier Offiziere und 45 Soldaten wurden verwundet.
- 1759: Gefecht bei Saut-Montmorency
- 1760: Das Bataillon konnte sich am 28. April bei der Verteidigung von Québec und danach in Montreal auszeichnen. Nach der Kapitulation der Stadt kehrte das Bataillon nach Frankreich zurück.

### Siebenjähriger Krieg (1756 bis 1763)
Über die Aktivitäten des 1. Bataillons während des Krieges gibt es keine weiteren Angaben; das wiedervereinigte Regiment nahm 1760 an der Schlacht bei Kloster Kampen teil und war noch bis zum Ende des Krieges in Deutschland im Einsatz.
Im Mai 1763 wurde in Maubeuge Friedensgarnison bezogen. Im April 1764 erfolgte die Verlegung nach Dünkirchen, im November des gleichen Jahres nach Valenciennes, im September 1766 nach Havre, im November 1767 nach Brest, im Oktober 1768 nach La Rochelle, im November 1770 wurde das 1. Bataillon nach Besançon und das 2. Bataillon nach Versoix verlegt. Im Jahre 1771 wurde das Regiment in Lille wieder vereinigt und verlegte im März 1773 nach Landrecies, im September 1773 nach Arras, im Oktober 1775 nach Dünkirchen, im Oktober 1777 nach Béthune und Saint-Venant, im Mai 1778 nach Pont-Audemer und Honfleur, im September des gleichen Jahres nach dem Camp de Vaussieux und im Oktober nach Brest.
Am 31. Januar 1779 wurde ein Détachement unter dem Kommando des Duc de Lauzun mit der Flotte des Marquis des Vaudreuil nach dem Senegal verschifft, um dort Saint-Louis und die von den Briten besetzten Forts einzunehmen.
Der Großteil des Regiments lag im April 1779 in Lorient und Port-Louis (Morbihan) und verlegte im September nach Caen und im Dezember nach Toul. Am 1. Mai 1780 traf „La Reine“ in Metz ein. Von hier wurde das 1. Bataillon im September nach Montmédy und vier Kompanien des 2. Bataillons nach Longwy abgeordnet. Im Oktober 1782 wurde die Einheit in Metz wieder vereinigt und im Oktober 1783 nach Valognes verlegt, wo das Regiment bis zum Ausbruch der Revolution verblieb.
Im Mai 1790 verließen der Regimentsstab und vier Kompanien Valognes und verlegten nach Cherbourg. Im Oktober 1791 hatte das Regiment ein Bataillon in Bayeux und das andere in Valognes stationiert. Im nächsten Monat wurde das 1. Bataillon nach Vannes und das 2. Bataillon nach Lorient verlegt. Letzteres wurde am 6. Januar 1792 auf dem Linienschiff „Dugay-Trouin“ eingeschifft und nach Santo Domingo transportiert. Es kam nicht mehr zurück, seine Reste wurden auf die Kolonialtruppen verteilt.

### Kriege der Revolution und des Ersten Kaiserreichs (1805 bis 1815)
Das 1. Bataillon befand sich im Februar in Port-Louis. Es war an allen Feldzügen der Armée de l’Ouest beteiligt und zeichnete sich in den Kämpfen am 21. bis 23. November bei Dol-de-Bretagne und Antrain aus.
Weitere Angaben über die Zeit bis 1815 liegen nicht vor.

### 1815 bis 1848
- 1830: Mit Anordnung vom 18. September wurde ein viertes Bataillon aufgestellt und die Personalstärke des Regiments auf 3000 Mann erhöht.[12]

### Eroberung von Algerien (1839 bis 1849)
- 1840: Vom 8. bis 11. November wurden die Kornspeicher von Bou-Chouicha durch das Regiment eingenommen. Am 11. November folgte das Gefecht bei Oued El Malah, in dem der Kalif Mohammed Ben Allel, genannt Sidi-Embarek, Berater von Abd el-Kader und angesehener Kriegsmann, getötet wurde.

### Zweites Kaiserreich
- 1870: Am 16. August verließ das 4. Bataillon, gebildet durch nachgerückte Reservisten, das Rekrutendepot, um das 8e régiment de marche (8. Marschregiment) zu bilden. Es gehörte zur 2. Brigade in der 1. Division, die dem 13. Armeekorps unterstellt war.[13]

### Erster Weltkrieg
Bei der Mobilmachung am 2. August 1914 lag das Regiment in der „Caserne Saint Georges“ in Rennes. Am 5. August wurde die Fahne durch Lieutenant-colonel Passaga vor dem 1. Bataillon enthüllt. Das Regiment bestand aus drei Bataillonen, die hauptsächlich aus Bretonen zusammengesetzt waren. Sie stammten mehrheitlich aus der Gegend um Rennes, Vannes und Saint-Brieuc.
Es gehörte von August 1914 bis Juli 1915 zur 19. Infanteriedivision, dann bis November 1918 zur 13. Infanteriedivision.

#### 1914
- Am 21. August Abwehrkämpfe bei Ham-sur-Sambre. Das 41e régiment d’infanterie war in Belgien zur Bewachung und Sicherung der Übergänge über die Sambre von Ham-sur-Sambre bis Floreffe eingeteilt. Die Deutschen gingen zunächst vor, zogen sich jedoch dann wieder zurück. Am nächsten Tag zog sich das Regiment kämpfend nach Frankreich zurück.
- 29. und 30. August: Schlacht bei Guise, Gefecht bei Saint-Richeaumont. Die Deutschen wurden im Département Oise zurückgeschlagen, hierbei war besonders das 3. Bataillon beteiligt. Am nächsten Tag wurde dann jedoch der allgemeine Rückzug befohlen[15].
- 7. September: Erste Schlacht an der Marne
- 17. September: Gefecht bei Craonne
- 18. bis 23. September: Abwehrkämpfe bei der Ferme d’Hurtebise
- 2. Oktober: Stellungskämpfe bei Neuville-Vitasse

#### 1915
- Vom 9. Mai bis 16. Juni Einsatz in der Schlacht bei Arras
- Am 8. September Kämpfe im Four de Paris

#### 1916
- Einsatz in der Schlacht um Verdun im Sektor von Flirey
- Offensive in der Champagne im Sektor von Éparges

#### 1917
- Im Oktober Kämpfe bei Verdun auf der Höhe 344
- Am 4. November befand sich das Regiment im Abschnitt Eix-Châtillon.

#### 1918
- Angriffskämpfe bei Hangard-en-Santerre vom 16. bis 28. April
- Angriffskämpfe bei Vierzy vom 29. Mai bis 3. Juni
- Zweite Schlacht an der Marne ab 15. Juli

#### Verluste
2170 Mann des Regiments sind zwischen 1914 und 1918 gefallen.

### Zweiter Weltkrieg
Bei Beginn des Krieges war das Regiment in Rennes stationiert. Es gehörte als aktives Regiment mit drei Bataillonen zur 19. Infanteriedivision und war an der Saar, an der Somme und an der Oise eingeteilt. Zu Beginn des Mai 1940 befand sich die Einheit in Dietwiller südlich von Mülhausen, um hier die Rheinlinie zwischen Neu-Breisach und Kembs zu verteidigen. Seit dem 9. April wurde das Kommando von Lieutenant-colonel Camille Loichot geführt.
Somme und Oise
Am 15. Mai erhielt das 41e RI den Marschbefehl und erreichte am 19. Mai Ressons-sur-Matz. Von hier aus bewegte es sich zu Fuß und teilweise per LKW nach Norden, wo es südlich der Somme in der Santerre eintraf. Es wurde in und um Estrées-Deniécourt untergebracht. Der Stab lag in Vermandovillers.
Die Hauptaufgabe war der Versuch, die Somme im Rahmen einer Offensive zu durchqueren, um sich mit den Alliierten im Norden zu verbinden. Angesichts der Unmöglichkeit, eine solche Offensive zu starten, wurde die Mission defensiv und verhinderte so, dass die Deutschen die Somme überquerten und direkt nach Paris vordrangen. Allerdings hatten die Deutschen bereits Brückenköpfe an der Somme zwischen Amiens und Péronne und südlich von Péronne errichtet. In der ersten Phase der Kämpfe Ende Mai wurde das Regiment aufgeteilt, das 2. Bataillon nahm an den Angriffen des rechten Flügels der 19. Infanteriedivision teil, die beiden anderen Bataillone deckten deren linken Flügel. Am 23. Mai griffen die Kräfte des linken Flügels der 19. ID mit dem II/41e den Ort Villers-Carbonnel an, dabei wurden sie von einigen Panzern der 4. Kürassierdivision unterstützt. Der Ort wurde zwar eingenommen, musste jedoch nach deutschen Gegenangriffen am nächsten Morgen wieder aufgegeben werden. Am 26. Mai verlagerten sich die Kämpfe in den Norden der 19. ID mit einem Angriff auf Assevillers durch das I/41e. Nach kurzer Artillerievorbereitung ging das Bataillon vor, musste dann den Angriff aber schnell wieder abbrechen und sich auf die Ausgangsposition bei Estrées-Deniécourt zurückziehen. Am 29. Mai konnten deutsche Angriffe zurückgewiesen werden. Bei den Kämpfen zu Beginn des Juni 1940 waren die drei Bataillone am linken Flügel der Division wieder vereint.
Am 1. Juni wurde das Dorf Fay (Somme), verteidigt vom III/41e, angegriffen, konnte jedoch gehalten werden. Am 5. Juni wurde die deutsche Offensive gegen die Sommefront fortgesetzt. Das 41e RI hielt die Stellungen:
- I/41e das Zentrum von Foucaucourt-en-Santerre
- II/41e links von Herleville
- III/41e rechts von Fay und Soyécourt
- der Stab befand sich in Vermandovillers

Die Deutschen griffen um 04:30 Uhr das von der 10. Kompanie gehaltene Fay an. Obwohl eingekesselt, konnte die Kompanie noch drei Tage Widerstand leisten. In Foucaucourt griffen die Deutschen nach Nordosten an, wurden aber durch MG-Feuer aufgehalten und versuchten dann, im Westen nach Süden vorzudringen. Dem Bataillon ging die Munition aus, und es versuchte, sich zum Stab nach Vermandovillers zurückzuziehen. In Herleville wurden die 5. und 6. Kompanie ebenfalls angegriffen, die im Norden durch einen Hohlweg in das Dorf eindringen konnten.
Das Regimentshauptquartier war inzwischen aufmerksam geworden und schickte den Adjutanten Tardiveau, der sich dazu freiwillig gemeldet hatte, zu einer Aufklärungsmission. Dieser stattete zwei Renault UE Chenillette mit Maschinengewehren aus und fuhr mit zwei weiteren Soldaten bis nach Herleville. Dabei konnten in diesem Sektor 216 überraschte deutsche Soldaten gefangen genommen werden. Soyécourt, vom III/41e gehalten, wurde auch angegriffen, konnte aber ebenfalls standhalten. Am 6. Juni überflügelten die Deutschen das 41e RI, da das rechts davon stehende 117e RI von deutschen Panzern zerschlagen worden war. Das Regimentshauptquartier des 41e RI in Vermandovillers wurde von der deutschen Artillerie massiv beschossen, ebenso das III/41e in Soyécourt. Die 10. Kompanie konnte noch Fay halten. Das I/41e schlug in Herleville drei deutsche Angriffe zurück, litt aber danach unter Munitionsmangel.
Das Regiment zog sich dann nach Lihons zurück. Ein erneuter Gegenangriff mit Panzern fand am 6. Juni auf Roye statt, scheiterte jedoch. Das Oberkommando des 6. Armeekorps befahl dann der 19. Infanteriedivision den Rückzug. Am 7. Juni um 02:15 erreichte der Rückzugsbefehl den Stab des Regiments in
Vermandovillers. Der Rückzug wurde in guter Ordnung in Richtung Südwesten durchgeführt.
Das I/41e verließ Foucaucourt in Richtung Rosières-en-Santerre, was aber von den Deutschen bemerkt wurde. Die 1. Kompanie versuchte, durch die deutschen Linien zu kommen, wurde aber zurückgewiesen und zerstreute sich dann, um den Weg in kleineren Gruppen zu suchen. Der 4. Zug wurde bei Beaufort-en-Santerre gefangen genommen. Hier wurden die Gefangenen von der Waffen-SS mit Maschinengewehren erschossen. Es gab 30 Tote und nur zwei Überlebende. Die 2. und die 3. Kompanie konnten nicht weiterkommen, da ihr Ziel
Rosières bereits besetzt war, weswegen sie sich nach Lihons zurückziehen mussten. Der Ort wurde dann von den Deutschen angegriffen. Die beiden Kompanien teilten sich dann auf und versuchten, sich in kleinen Gruppen nach Süden abzusetzen. Die meisten gerieten in Gefangenschaft.
Dem II/41e gelang auf der anderen Seite der Rückzug bis Davenescourt, wo es den Regimentsgefechtsstand zurückerobern konnte.
Vom III/41e konnte sich die 9. Kompanie mit dem II/41e zurückziehen. Die 10. Kompanie war in Fay eingekesselt. Nachdem die Munition ausgegangen war, musste die Kompanie aufgeben – es waren noch an die 100 Mann am Leben, allerdings waren etwa 50 von ihnen verwundet.
Am 8. Juni wurde der Marsch nach Süden fortgesetzt. Am Morgen des 9. Juni wurde Pont-Sainte-Maxence an der Oise erreicht. Am 10. Juni trafen LKW zum Weitertransport ein. Über Senlis und Chantilly kam das Regiment nach Précy-sur-Oise. Der Personalbestand betrug noch 400 Mann des 2. Bataillons und 180 Mann des 3. Bataillons, dazu die verbliebenen Männer der Stabs-, der Aufklärungs- und der Panzerabwehrkompanie. Am 11. Juni wurden die 6. und die 7. Kompanie, die an der Oise zwischen Boran und Précy-sur-Oise in Abwehrstellung lagen, von den Deutschen angegriffen. Am Abend des 12. Juni wurde erneut der Rückzug befohlen, Ziel war die Ourcq nördlich von Paris. In Gonesse wurden die Infanteristen wieder auf LKW verladen und zu ihrem letzten Ziel, Noisy-le-Grand an der Marne, gebracht.
Rückzug und Auflösung
Am 13. Juni 1940 wurde Paris zur offenen Stadt erklärt und somit jeder Widerstand aufgegeben. Am 13. Juni zog sich das Regiment bei Corbeil zur Seine oberhalb von Paris zurück. Am 15. Juni wurde der Rückzug auf verschiedenen Wegen durch das II/41e und das III/41e fortgesetzt. In La Ferté-Alais auf die Bahn verladen, erreichten die Bataillone Gien, von wo aus die Reste des Regiments nach Romorantin im Norden marschierten. Am 18. Juni kam der Befehl, erneut nach Süden zu marschieren. Der Lieutenant-colonel Loichot fuhr nach La Ferté-Saint-Aubin, um nach der 5. Kompanie zu suchen, die dort zurückgelassen worden war, sie sollte ein Widerstandsnest gegen die Deutschen zu bilden. Südlich des Ortes wurde er von den Deutschen gefangen genommen. Der Commandant Jan des III/41e übernahm das Regimentskommando.
Am 20. Juni befanden sich die Reste des Regiments im Département Cher südlich von Romorantin. Bedingt durch die nachrückenden Deutschen und die nicht mehr vorhandene Ordnung im Verteidigungsablauf, setzte sich das Regiment wiederum in Bewegung. Die Reste der Einheit wurden an der Lot östlich von Cahors neu gruppiert. Sie bestand jetzt noch aus 17 Offizieren, 63 Unteroffizieren und 446 Mannschaften. Mitte Juli wurde die Einheiten der 19. Infanteriedivision südlich von
Limoges zusammengezogen, um demobilisiert zu werden.
Am 28. August 1940 wurde das 41e RI in Brive neu aufgestellt und der Waffenstillstandsarmee des Vichy-Regimes zugewiesen.
1942
Nach der Besetzung Restfrankreichs im November (Unternehmen Anton) wurden die Waffenstillstandsarmee und damit auch das Regiment aufgelöst.
1944
Das „41e régiment d’infanterie“ wurde in diesem Jahr aus Teilen der bretonischen FFI wieder aufgestellt und der 19. Infanteriedivision zugewiesen. Das Regiment war im Mai an der Bekämpfung der eingekesselten deutschen Verbände in Lorient und Saint-Nazaire beteiligt.

### Nachkriegszeit
- Dezember 1946 bis Februar 1946: Das 41e RI wurde als Teil der 19. Infanteriedivision als Besatzungstruppe in Deutschland eingesetzt (Forces françaises en Allemagne).
- Zwischen 1960 und 1970 lag das Regiment im Camp de la Lande d’Ouée (35 Saint-Aubin-du-Cormier).
- 1978: Einsatz bei den Reinigungsarbeiten (Opération polmar) nach der Havarie der Amoco Cadiz
- 1979 wurde das Regiment nach Dinéault (bei Châteaulin) verlegt. Operative Aufgabe war der Schutz der Liegenschaften der Force Océanique Stratégique in diesem Département.
- 1987 bis 1991: Als Teil der Force d’Action Rapide (FAR – Schnelle Eingreiftruppe) wurde das Regiment der „9e division d’infanterie de marine“ (9. Marineinfanteriedivision) zugeteilt.
- 1992: Unterstellung unter das Landkommando der Region West
- 1994: Nach dem Abzug der französischen Truppen aus Berlin und deren Auflösung wurde die Truppenfahne des vormals im „Quartier Napoléon“ stationiert gewesenen bretonischen 46e régiment d’infanterie im Ehrensaal des Regiments aufbewahrt. Aus diesem Grunde wurde die Kaserne des Régiment de la Reyne in „Quartier de La Tour d’Auvergne“ umbenannt.
- 1999: Auflösung der Einheit. Die Liegenschaft wurde an die Gendarmerie nationale übergeben, die dort eine Schule einrichtete.

#### Einsätze der Nachkriegszeit
- Algerienkrieg: 1956 bis 1957
- Libanonkrieg: 1984 und 1985, FINUL, CEA, CCS, 2. und 3. Kampfkompanie, zugeteilt der 9. Kolonial-Infanteriedivision (9e DIMA)
- Berlin: 1992, 2. Kampfkompanie, dem 11e régiment de chasseurs à cheval unterstellt
- Kambodscha: 1993, APRONUC, 2. Kampfkompanie der 11. Luftlandebrigade unterstellt
- Ex-Jugoslawien: 1995, ONU und OTAN, 4. Kampfkompanie
- Süd-Libanon: 1997, FINUL, 2. Kampfkompanie (CCL)

## Regimentsfahne
Auf der Rückseite der Regimentsfahne sind (seit Napoleonischer Zeit) in goldenen Lettern die Feldzüge und Schlachten aufgeführt, an denen das Regiment ruhmvoll teilgenommen hat.
In seiner Geschichte führte das Regiment nacheinander mehrere unterschiedliche Fahnen.

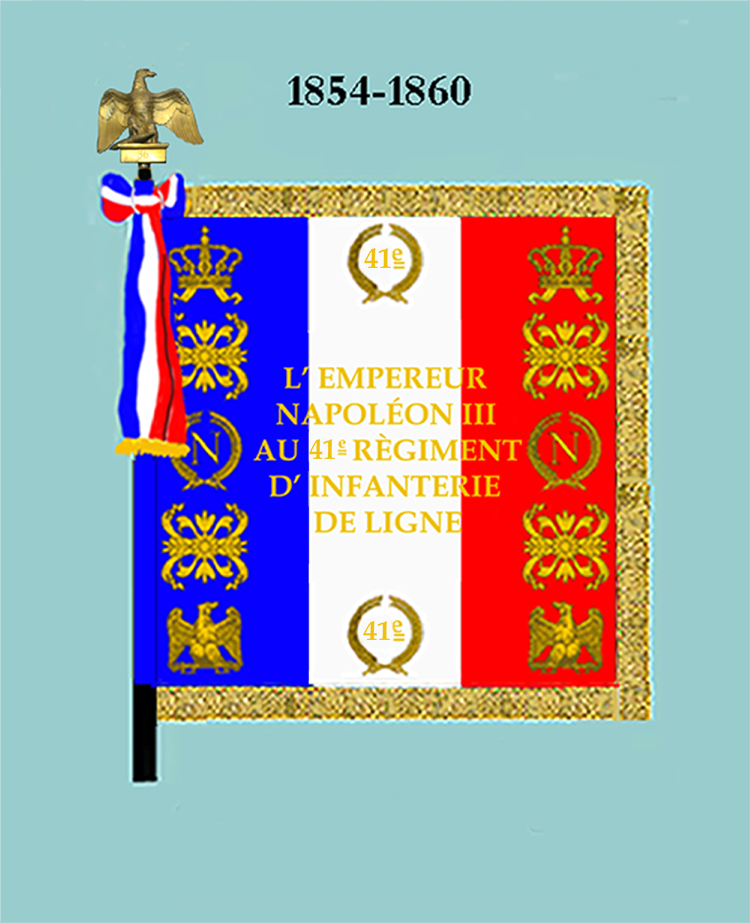
Modell 1854 (Vorderseite)
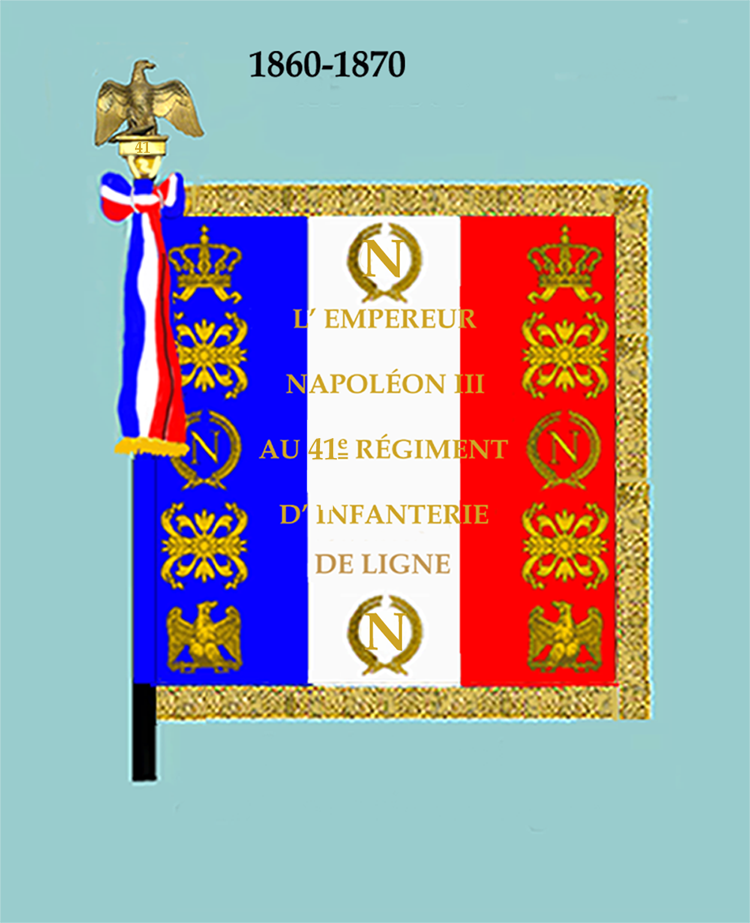
Modell 1860 (Vorderseite)
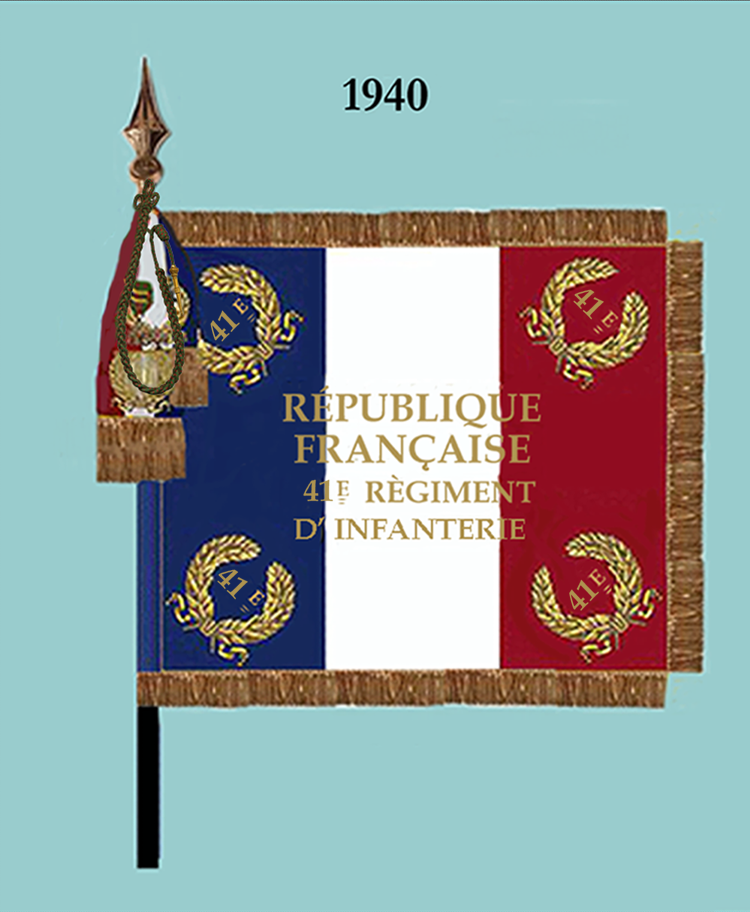
Modell 1880 (Vorderseite)
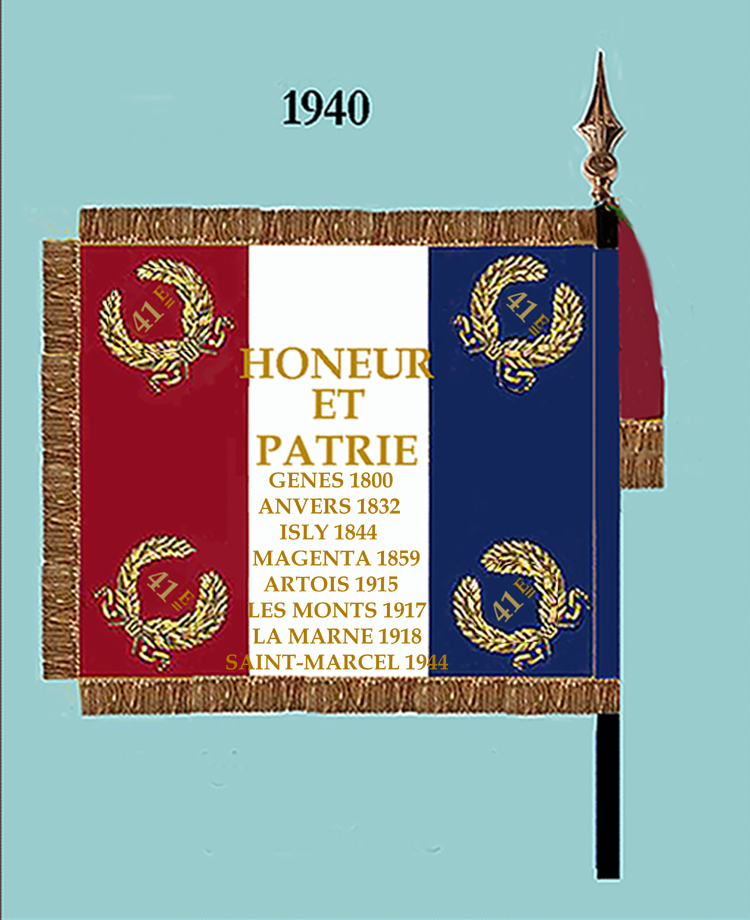
Modell 1880 (Rückseite)

## Auszeichnungen
Das Fahnenband des Regiments ist mit dem Croix de guerre 1914–1918 mit zwei Palmenzweigen für zweimalige lobende Erwähnung im Armeebefehl, mit einem vergoldeten Stern für eine lobende Erwähnung im Armeekorpsbefehl; weiterhin mit dem Croix de guerre 1940–1945 mit einem Palmenzweig für eine lobende Erwähnung im Armeebefehl dekoriert. Es wird die Fourragère des „Croix de guerre 1914–1918“ an der Fahne geführt. Ebenso haben die Angehörigen des Regiments das Recht, diese Auszeichnung zu tragen.

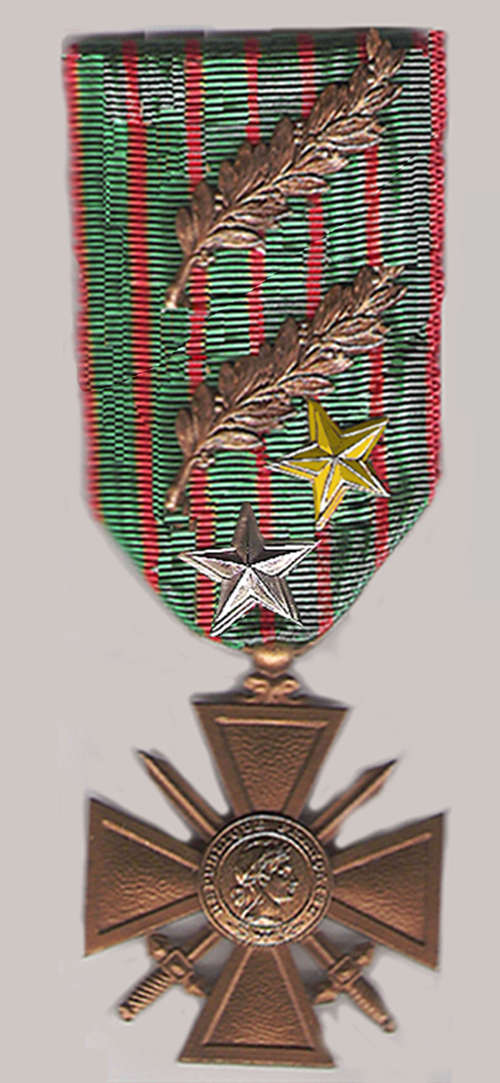
Croix de guerre 1914–1918 mit zwei Palmenzweigen, einem vergoldeten und einem versilberten Stern
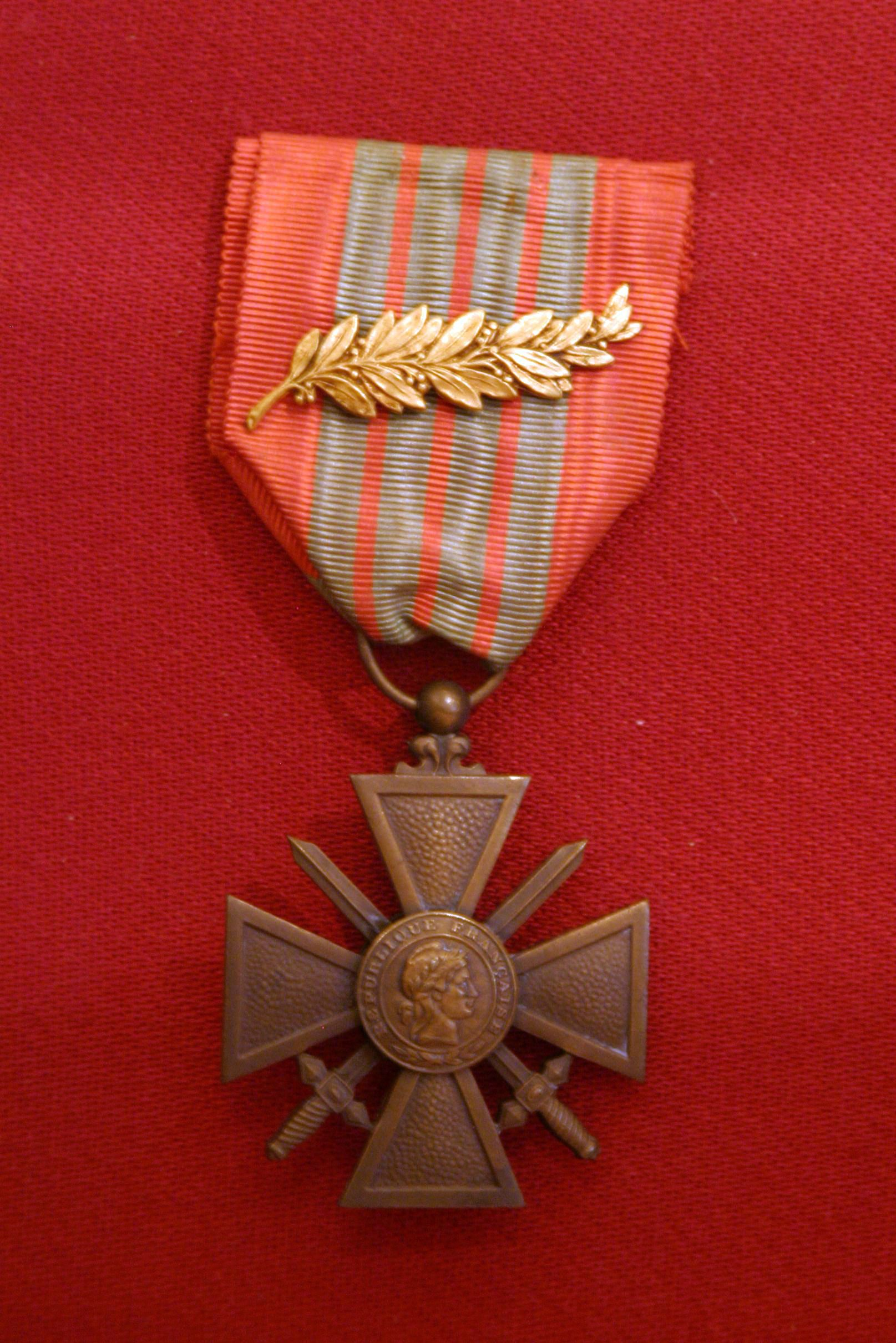
Croix de guerre 1940–1945 mit einem Palmenzweig
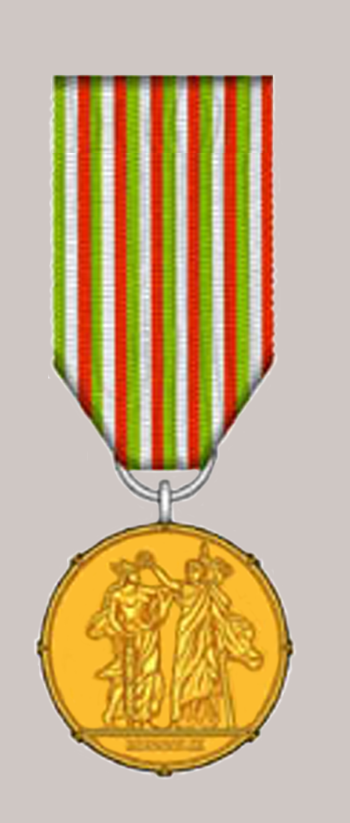
Goldmedaille der Stadt Mailand

Der vergoldete Stern des Croix de guerre wurde der 6. Kompanie zuerkannt, die bei der Abwehr eines Angriffs im Juni 1915 nahezu gänzlich aufgerieben wurde.

„… hat sechs Tage lang, Schulter an Schulter mit Hartnäckigkeit und bewundernswertem Mut ihren Abschnitt verteidigt.“

Der Kommandant des 1. Kavalleriekorps belobigte das 41er RI in einem Tagesbefehl für seinen Einsatz am 17., 18., 19. und 20. Juli 1918 im Wald von Boursault, Œuilly (Marne) und Cense-Carrée.
Auf dem „Square de La Motte“ in Rennes befindet sich das Denkmal zur Erinnerung der Gefallenen des Regiments in den Kriegen 1870–1871, 1914–1918, 1939–1945.

## Regimentsmusik
Es war das einzige Regiment in der Armee, in dem Bagad gespielt wurde. Die bretonischen Musiker, die mit dem Cornemuse oder der Bombarde spielen konnten, wurden automatisch dem 41e RI oder der Marine zugeteilt. (Diese Marinekapelle, „Bagad de Lann-Bihoué“ genannt, ist die letzte ihrer Art in den französischen Streitkräften.)

## Persönlichkeiten, die im Regiment gedient haben
- der spätere Marschall de Mac Mahon als Regimentskommandant
- Napoléon-Charles Bonaparte (1839–1899), Chef de bataillon[24]
- Frédéric Geille (1896–1976), 1914 bis 1917 im Regiment, dann Jagdflieger. Am 26. November 1944 zum Général de l’Armée de l’air befördert.
- Claude Simonet (1930–2023)
- Théodore Botrel (1868–1925)